# Vụ hạ giàn khoan Hải Dương 981
Vụ hạ giàn khoan Hải Dương-981 (HD-981) là sự kiện Cộng hòa Nhân dân Trung Hoa đưa giàn khoan Hải Dương 981 (HD-981) vào khu vực Biển Đông gần quần đảo Hoàng Sa vào ngày 1 tháng 5 năm 2014, dẫn tới việc nhà nước Cộng hòa xã hội chủ nghĩa Việt Nam ra tuyên bố phản đối, đồng thời tàu thuyền của hai quốc gia đã có một số va chạm.
Báo chí quốc tế xem nơi Trung Quốc đặt giàn khoan là vùng biển tranh chấp nhưng cả Việt Nam và Trung Quốc đều khẳng định đây là vùng biển thuộc chủ quyền của mình và không thừa nhận có tranh chấp tại đây.

## Bối cảnh

### Giàn khoan dầu Hải Dương 981
Giàn khoan dầu Hải Dương 981 (tiếng Trung: 海洋石油981; Hán-Việt: Hải Dương Thạch Du 981; bính âm: Hǎiyáng Shíyóu 981; tên viết tắt tiếng Anh: CNOOC 981; báo chí tiếng Việt còn gọi là Hải Dương-981 hoặc gọi tắt là HD-981) là giàn khoan biển sâu di động có kích cỡ lớn đầu tiên do Trung Quốc sản xuất và do Tổng công ty Dầu khí Hải dương Trung Quốc (CNOOC) sở hữu. Hải Dương 981 dài 114 m, rộng 90 m, cao 137,8 m và nặng 31.000 tấn; diện tích boong của giàn khoan có kích thước bằng một sân bóng đá chuẩn. Giàn khoan này có thể khoan sâu tối đa 12.000 m.
Theo Tân Hoa xã, giàn khoan chính thức được Trung Quốc đưa vào hoạt động vào ngày 9 tháng 5 năm 2012, tiến hành khoan trên biển lần đầu tiên tại một khu vực trên Biển Đông, cách Hồng Kông 320 km về phía đông nam, ở độ sâu 1.500 m.
Trung Quốc đã đầu tư 6 tỉ nhân dân tệ (952 triệu đô la Mỹ) cho Hải Dương 981. Tập đoàn đóng tàu quốc gia Trung Quốc đã mất trên ba năm mới hoàn tất giàn khoan Hải Dương 981.

### Vị trí đặt giàn khoan

#### 2 tháng 5 - 27 tháng 5
Ngày 2 tháng 5 năm 2014, giàn khoan được Trung Quốc đưa đến tọa độ 15°29′58″B 111°12′1″Đ / 15,49944°B 111,20028°Đ, cách đảo Tri Tôn (Trung Quốc gọi là đảo Trung Kiến, thuộc quần đảo Hoàng Sa và đang là đối tượng tranh chấp chủ quyền giữa Việt Nam và Trung Quốc) 17 hải lý (khoảng 30 km) về phía nam, cách đảo Hải Nam 180 hải lý về phía nam, cách đảo Lý Sơn (tỉnh Quảng Ngãi, Việt Nam) khoảng 120 hải lý về phía đông. Đảo Tri Tôn cũng như toàn bộ quần đảo Hoàng Sa hiện đang do Trung Quốc kiểm soát từ sau trận Hải chiến Hoàng Sa năm 1974 với Việt Nam Cộng hòa.
Theo Việt Nam, vị trí mà Trung Quốc đặt giàn khoan nằm hoàn toàn trong vùng đặc quyền kinh tế 200 hải lý và thềm lục địa của Việt Nam. Theo Trung Quốc, giàn khoan hoạt động trong vùng biển của quần đảo Tây Sa (tức là quần đảo Hoàng Sa). Mặc dù, Việt Nam cũng tuyên bố chủ quyền đối với đảo Tri Tôn cùng toàn bộ quần đảo Hoàng Sa theo nguyên tắc chiếm hữu thực sự, nhưng quan điểm chính thức của Việt Nam cho rằng:"Quần đảo Hoàng Sa, cũng như quần đảo Trường Sa, đều là tập hợp của các đảo, đá và bãi cạn nhỏ bé, không đủ lớn để có đời sống kinh tế riêng. Trung Quốc cũng như Việt Nam đều là các quốc gia ven biển không phải là những quốc gia quần đảo, nên theo công ước luật biển của Liên Hợp Quốc 1982 không thể áp dụng những quy định của quốc gia quần đảo cho các quần đảo xa bờ của quốc gia ven biển. Mà trong trường hợp này là quần đảo Hoàng Sa (Tây Sa) không thể có đường cơ sở chung bao lấy toàn bộ quần đảo như đường cơ sở Trung Quốc công bố năm 2006, và quần đảo này cũng không thể có vùng đặc quyền kinh tế rộng 200 hải lý tính từ đường cơ sở đó. Từng đảo thuộc quần đảo Hoàng Sa chỉ có độc lập từng vùng lãnh hải tối đa 12 hải lý quanh mỗi đảo mà thôi. Nên Việt Nam không đề cập đến quần đảo Hoàng Sa trong tuyên bố về vị trí của giàn khoan Hải Dương-981, mà chỉ nói giàn khoan nằm hoàn toàn trong thềm lục địa và vùng đặc quyền kinh tế của Việt Nam, không liên quan đến vùng biển mà Trung Quốc gọi là Tây Sa (tức Hoàng Sa theo Việt Nam)".
Vị trí này thuộc trong lô dầu khí mà Việt Nam đánh số 143 và chưa thăm dò, khai thác, nhưng được đánh giá là ít trữ lượng dầu. Vùng biển đặt giàn khoan sâu khoảng 1.000 m, trong đó nơi Trung Quốc đặt giàn khoan thì sâu khoảng 1.100 m. Vì vậy, Trung Quốc phải dùng giàn khoan đặc biệt, dạng nửa chìm nửa nổi. Giàn này có hai cách định vị, dùng neo xuống đáy biển hoặc các chân vịt để tự cố định.
Về tiềm năng dầu khí, chính quyền Việt Nam Cộng hòa trước đây đã hợp tác với một hãng dầu khí của Mỹ nghiên cứu, và đến năm 1972 đã khảo sát địa chấn nhưng chưa rõ kết quả khảo sát ra sao.

#### Từ 27 tháng 5
Ngày 27 tháng 5, Trung Quốc di chuyển giàn khoan Hải Dương 981 về hướng đông bắc đến vị trí mới. 10h sáng ngày 27 tháng 5, giàn khoan được neo tại tọa độ 15°33′38″B 111°35′2″Đ / 15,56056°B 111,58389°Đ, cách đảo Tri Tôn 25 hải lý về phía đông-đông nam, cách vị trí cũ 23 hải lý về phía đông-đông bắc và cách đảo Lý Sơn khoảng 150 hải lý. Việt Nam đưa tin vị trí mới của giàn khoan vẫn nằm trong vùng đặc quyền kinh tế của Việt Nam. Tại vị trí này Trung Quốc sẽ bắt đầu thăm dò giai đoạn 2.

### Nguyên nhân và động cơ
Trung Quốc cho biết sẽ thăm dò dầu khí tại vị trí trên từ ngày 2 tháng 5 đến ngày 15 tháng 8 năm 2014.
Ernest Bower và Gregory Poling ở Trung tâm Nghiên cứu Chiến lược và Quốc tế (CSIS) ở Washington, cho là sự kiện giàn khoan này có ý nghĩa "quan trọng" và "cho thấy rõ quyết tâm của Bắc Kinh muốn thử phản ứng của Việt Nam, các nước trong ASEAN và Washington". Theo trang mạng của Đài Truyền hình Mỹ CNBC dẫn lời một quan chức trong ngành dầu khí Trung Quốc thì "Quyết định này thể hiện ý chí của chính phủ Trung Quốc và cũng liên quan đến chiến lược của Mỹ ở châu Á", và "Quyết định này không phải vì lý do thương mại. Nó không phải là CNOOC (Tổng công ty Dầu khí Hải dương Trung Quốc) có kế hoạch thăm dò lớn ở khu vực" mà vì lý do chính trị nhằm thể hiện vai trò và chủ quyền của Trung Quốc trên Biển Đông.
Trang mạng của Forbes cho là "Đây là lần đầu tiên Trung Quốc khoan ở vùng biển Việt Nam. Ngoài ra, đây cũng là lần đầu tiên Trung Quốc công khai sử dụng tàu thân xám (tức tàu hải quân) để hỗ trợ cho tàu thân trắng (tức tàu hàng hải dân sự). Nhưng đây chỉ là hành động ngụy trang, đánh lừa thu hút lực lượng của Việt Nam để Trung Quốc bồi đắp xây dựng đảo nhân tạo ở Trường Sa.

#### Quan điểm phía Trung Quốc
Trung Quốc cho rằng hoạt động của giàn khoan Hải Dương 981 là hoạt động dầu khí bình thường của một doanh nghiệp Trung Quốc ở khu vực phía nam đảo Trung Kiến của Tây Sa (đảo Tri Tôn của Hoàng Sa). Trung Quốc cho rằng hành động của Việt Nam là quấy nhiễu, khiến "Trung Quốc buộc phải tăng cường lực lượng bảo vệ an ninh tại hiện trường, ngăn chặn hành động quấy nhiễu của Việt Nam, để duy trì trật tự sản xuất và tác nghiệp trên biển cũng như đảm bảo an toàn hàng hải".

#### Quan điểm phía Việt Nam
Phía Việt Nam đã hoàn toàn bác bỏ và không chấp nhận quan điểm này của phía Trung Quốc. Phó Thủ tướng kiêm Bộ trưởng Bộ Ngoại giao Việt Nam Phạm Bình Minh nhấn mạnh việc Trung Quốc đơn phương đưa giàn khoan Hải Dương 981 và một lượng lớn tàu các loại, kể cả tàu quân sự, vào hoạt động ở khu vực này là bất hợp pháp, đi ngược lại luật pháp và thông lệ quốc tế, vi phạm nghiêm trọng chủ quyền của Việt Nam đối với Hoàng Sa, quyền chủ quyền và quyền tài phán đối với các vùng đặc quyền kinh tế và thềm lục địa của Việt Nam.

## Diễn biến
Ngày 2 tháng 5 năm 2014, giàn khoan Hải Dương 981 được Trung Quốc đưa vào khu vực gần quần đảo Hoàng Sa bằng một đội tàu hải quân. Ngày 3 tháng 5, Cục Hải sự Trung Quốc đăng cảnh báo tàu thuyền trong ba tháng không tiếp cận phạm vi bán kính 1 hải lý quanh giàn khoan. Phạm vi này được tăng gấp ba lên 3 hải lý từ ngày 5 tháng 5 sau khi Việt Nam chính thức lên tiếng phản đối.
Ngày 18 tháng 6 năm 2014, theo trang web Cục Hải sự Trung Quốc, Trung Quốc tiếp tục đưa giàn khoan thứ 2 xuống Biển Đông từ ngày 18 đến 20 tháng 6. Thông báo của website này nói giàn "Nan Hai Jiu Hao" (Nam Hải số 9) từ ngày 18 tới ngày 20-6 sẽ được tàu lai dắt kéo từ tọa độ 17°38' vĩ Bắc, 110°12'3" kinh Đông tới vị trí có tọa độ 17°14'6" vĩ Bắc, 109°31' kinh Đông trên Biển Đông.

### Lực lượng Việt Nam
Việt Nam đã cử 29 tàu bao gồm tàu cảnh sát biển, tàu kiểm ngư tới các khu vực gần giàn khoan Hải Dương 981 của Trung Quốc, khi nhận thấy giàn khoan này định "thiết lập vị trí cố định". Ngoài ra còn có hàng chục tàu đánh cá bằng gỗ tuy không phải nằm trong lực lượng thực thi pháp luật của Việt Nam nhưng lại có liên quan mật thiết tới sự kiện hạ giàn khoan Hải Dương 981.
Ngày 9 tháng 5, trong một họp báo tại Bắc Kinh, Trung Quốc thừa nhận là có dùng các vòi phun nước nhưng cho là vì phía Việt Nam từ ngày 3 tháng 5 đã khiêu khích, cố ý đâm vào tàu Trung Quốc 171 lần.
Theo bài China vs. Vietnam: A campaign for publication relations đăng trên trang mạng của Viện Quốc gia Nghiên cứu Biển Đông làm việc dưới sự hướng dẫn về chính trị của Bộ Ngoại giao Trung Quốc thì cho tới ngày 16 tháng 5 Việt Nam đã đưa tới hơn 60 chiếc tàu đủ loại tới khu này, đâm 500 lần vào các tàu bè của Trung Quốc.
Chiều ngày 17 tháng 5, 1 tàu cá của ngư dân Lý Sơn lúc đang đánh cá tại vùng biển Việt Nam cách giàn khoan của Trung Quốc khoảng 20 hải lý, thì bị tàu Trung Quốc rượt đuổi và cướp hết tài sản. Trưa 18 tháng 5, tàu cá QNg90205TS với 14 ngư dân Quảng Ngãi bị lực lượng ngư chính Trung Quốc chặn lại và hai ngư dân bị hành hung.
Bên cạnh đó, Trung Quốc tiếp tục cấm ngư dân Việt Nam đánh cá tại vùng gần vị trí đặt giàn khoan và trong vùng Đường 9 đoạn.
Ngày 26 tháng 5, phía Việt Nam nói khoảng 40 tàu Trung Quốc đã bao vây và 'đâm chìm' một tàu cá của ngư dân Đà Nẵng, ở khu vực nam-tây nam cách giàn khoan 17 hải lý, là ngư trường truyền thống, thuộc vùng đặc quyền kinh tế và thềm lục địa Việt Nam. 10 ngư dân trên tàu đã được cứu sống. Tân Hoa xã ngày 27 tháng 5 đã cho rằng, tàu đó do quấy rối 1 tàu cá Trung Quốc nên mới bị đâm, đồng thời cho biết chính phủ Trung Quốc đã gửi công hàm phản đối chính phủ Việt Nam.

### Lực lượng Trung Quốc
Đến 12h30 ngày 7 tháng 5 năm 2014, số tàu Trung Quốc được huy động lên tới 80 chiếc các loại, trong đó có 7 tàu quân sự gồm: tàu hộ vệ tên lửa 534, tàu tuần tiễu tên lửa tấn công nhanh 753; 33 tàu hải cảnh, hải giám, ngư chính; cùng nhiều tàu vận tải, tàu đánh cá bằng thép. Ngoài ra, hàng ngày còn có hàng chục tốp máy bay hoạt động trên khu vực.
Trong quá trình hoạt động, một nhóm tàu cá vũ trang và tàu quân sự đã xâm nhập vào vùng biển cách đảo Lý Sơn từ 50 – 60 hải lý.
Theo báo cáo từ phía Việt Nam cho biết phía Trung Quốc từ ngày 2 cho tới ngày 7 tháng 5 đã dùng những tàu chiến đâm húc nhiều lần và phun nước áp lực cao làm hư hại 8 tàu Kiểm ngư Việt Nam. Có sáu Kiểm ngư viên Việt Nam bị mảnh kính văng vào gây thương tích phần mềm. Nhưng trong cuộc họp báo ngày 8 tháng 5, Trung Quốc tố cáo Việt Nam đã huy động 36 tàu các loại và chủ động đâm vào tàu Trung Quốc tổng cộng 171 lần từ ngày 3 đến ngày 7 tháng 5.
Theo một bài đăng trên trang mạng của Bộ Ngoại giao Trung Quốc vào ngày 8 tháng 6, Việt Nam đã khiêu khích bằng cách đưa người nhái và những thiết bị dưới nước vào khu vực để thả một lượng lớn các chướng ngại vật, bao gồm lưới đánh cá và các vật nổi trong khu vực biển. Tính đến 5 giờ chiều ngày 7 tháng 6, đã có đến 63 tàu thuyền Việt Nam trong khu vực vào thời điểm cao độ nhất để tìm cách chọc thủng tuyến bảo vệ của Trung Quốc và đâm vào các tàu của chính quyền Trung Quốc với tổng cộng 1.416 lần.
Ngày 8 tháng 5 năm 2014, theo như Bộ Tư lệnh Cảnh sát biển Việt Nam, đã có thêm hai tàu tuần tiễu tấn công nhanh 753 và tàu hộ vệ tên lửa 534 của Trung Quốc hoạt động tại khu vực giàn khoan Hải Dương 981.
Ngày 15 tháng 5 năm 2014, theo lực lượng Kiểm ngư Việt Nam, số tàu Trung Quốc đã tăng lên 99 tàu gồm: 38 tàu chấp pháp, 19 tàu phục vụ, 8 tàu kéo, 4 tàu chiến, 30 tàu cá vỏ sắt và các máy bay tuần thám.
Ngày 15 tháng 5 năm 2014, trong họp báo ở Lầu Năm Góc, Tổng Tham mưu trưởng Quân Giải phóng Nhân dân Trung Quốc tướng Phòng Phong Huy cho biết Trung Quốc sẽ tiếp tục duy trì hoạt động và bảo vệ giàn khoan dầu Hải Dương 981. Theo ông Phòng, vị trí đặt giàn khoan nằm bên trong lãnh hải Trung Quốc.
Ngày 16 tháng 5 năm 2014, Trung Quốc tăng số tàu hiện diện tại khu vực đặt giàn khoan Hải Dương 981 lên 126 tàu.

## Quan điểm và giải quyết cấp nhà nước

### Ngoại giao

#### Phía Trung Quốc
Trong các ngày 2 và 4 tháng 5 năm 2014, Thứ trưởng Ngoại giao Trung Quốc Lưu Chấn Dân đã triệu kiến Đại sứ Việt Nam tại Trung Quốc Nguyễn Văn Thơ và điện đàm với Thứ trưởng Ngoại giao Việt Nam Hồ Xuân Sơn nhằm phản đối "sự can nhiễu phi pháp của Việt Nam đối với doanh nghiệp Trung Quốc đang tác nghiệp tại vùng biển của quần đảo Tây Sa".
Ngày 8 tháng 5, Thứ trưởng Ngoại giao Trung Quốc Trình Quốc Bình phát biểu "Tôi không nghĩ đây là một cuộc xung đột". Ông cho rằng hành động của phía Trung Quốc là để "bảo vệ chủ quyền quốc gia và lợi ích cốt lõi" và để "thể hiện lập trường của phía Trung Quốc". Tuy nhiên, ông cũng nhấn mạnh rằng hai bên Trung-Việt có thể duy trì tiền đề hợp tác hữu hảo giữa hai nước và giải quyết tranh chấp thông qua đàm phán.
Cũng trong ngày 8 tháng 5, trong buổi họp báo quốc tế, Phó Tổng vụ trưởng Vụ Biên giới và Đại dương thuộc Bộ Ngoại giao Trung Quốc Dịch Tiên Lương tố cáo Việt Nam huy động 35 tàu các loại và chủ động đâm tàu Trung Quốc 171 lần trong năm ngày từ ngày 3 đến ngày 7 tháng 5. Cũng theo Trung Quốc, Việt Nam đưa cả tàu có vũ trang đến trong khi các tàu của Trung Quốc chỉ là tàu dân sự thực thi công vụ và tác nghiệp. Trung Quốc còn tuyên bố phát hiện người nhái của Việt Nam và các lưới đánh cá, chướng ngại vật do Việt Nam thả.
Ngày 14 tháng 5, Phát ngôn viên Bộ Ngoại giao Trung Quốc Hoa Xuân Oánh cho báo giới biết, trong cuộc nói chuyện giữa Bộ trưởng Vương Nghị và Bộ trưởng Bộ Ngoại giao Indonesia Marty Natalegawa, ông Vương nhắc lại rằng doanh nghiệp Trung Quốc đang tác nghiệp bình thường tại vùng biển của quần đảo Hoàng Sa, và công việc đã bắt đầu từ 10 năm trước. Việt Nam đang xâm phạm chủ quyền và quyền tài phán của Trung Quốc, vi phạm hàng loạt thỏa thuận quốc tế về an toàn hàng hải, ảnh hưởng tiêu cực lên hòa bình và ổn định ở Biển Đông. Ông cũng nói rằng phía Trung Quốc hối thúc Việt Nam bình tĩnh, tôn trọng chủ quyền và quyền tài phán của Trung Quốc và không cố phức tạp hóa và khuếch đại hóa vấn đề.
Theo Đài phát thanh Quốc tế Trung Quốc, trước các sự kiện bạo lực gây tổn thất về tài sản và tính mạng của một số doanh nghiệp và nhà đầu tư nước ngoài ở Việt Nam, trong đó có của Trung Quốc, tối ngày 15 tháng 5 năm 2014, trong cuộc điện đàm với Bộ trưởng Ngoại giao Việt Nam Phạm Bình Minh, Bộ trưởng Ngoại giao Trung Quốc Vương Nghị đã "thay mặt Chính phủ Trung Quốc lên án mạnh mẽ phía Việt Nam, và đưa ra kháng nghị nghiêm khắc".
Trong ngày 22 tháng 5, Phát ngôn viên Bộ Ngoại giao Trung Quốc vẫn đưa ra quan điểm như trước yêu cầu phía Việt Nam chấm dứt các hình thức can thiệp công việc của Trung Quốc, trừng phạt tội phạm bạo lực, yêu cầu bồi thường thiệt hại và bảo đảm an toàn cho tổ chức và cá nhân người Trung Quốc.
Theo thông tấn xã Reuters, đáp trả cuộc họp báo quốc tế của Bộ Ngoại giao Việt Nam ở Hà Nội vào ngày 23 tháng 5, trong cuộc họp báo ngày 26/5, người Phát ngôn Bộ Ngoại giao Trung Quốc bày tỏ: "cuộc họp báo của Việt Nam là hết sức lố bịch", bởi vì "Quần đảo Tây Sa [tức Hoàng Sa] là lãnh thổ không thể tranh cãi của Trung Quốc"; lên án Việt Nam "bóp méo lịch sử, bác bỏ sự thật, tự mâu thuẫn mình và phản bội ngôn từ của chính mình".
Ngày 9/6/2014, Phó Đại sứ Trung Quốc tại Liên Hợp Quốc Vương Minh đã gửi thư bày tỏ lập trường của nhà nước Trung Quốc về hoạt động của giàn khoan Hải Dương 981 trên Biển Đông đến Tổng thư ký Ban Ki-moon và yêu cầu ông Ban Ki-moon cho lưu hành đến tất cả 193 quốc gia thành viên của Đại hội đồng. Văn bản lên án các hành động của Việt Nam đã xâm phạm chủ quyền Trung Quốc, đe dọa nghiêm trọng đến các công dân Trung Quốc đang làm việc trên giàn khoan và vi phạm luật pháp quốc tế trong đó có Công ước Liên Hợp Quốc về Luật biển đồng thời đưa ra nhiều dẫn chứng chứng minh quần đảo Hoàng Sa mà họ gọi là Tây Sa là lãnh thổ cố hữu của Trung Quốc mà không có bất kỳ tranh chấp nào.
Ngày 18/6/2014, Ủy viên Quốc vụ Trung Quốc Dương Khiết Trì đến Hà Nội và có cuộc gặp với Tổng bí thư Đảng Cộng sản Việt Nam Nguyễn Phú Trọng, Thủ tướng Việt Nam Nguyễn Tấn Dũng, Phó Thủ tướng kiêm Bộ trưởng Ngoại giao Việt Nam Phạm Bình Minh. Ủy viên Quốc vụ Trung Quốc Dương Khiết Trì khẳng định Đảng Cộng sản Trung Quốc, Chính phủ và nhân dân Trung Quốc coi trọng phát triển quan hệ hữu nghị với Việt Nam, đồng ý với Việt Nam rằng hai bên cần sớm ổn định tình hình trên biển, kiềm chế không để xảy ra xung đột, không để quan hệ hai nước xấu đi, cùng nhau nỗ lực thúc đẩy quan hệ hợp tác giữa hai nước. Thủ tướng Việt Nam yêu cầu Trung Quốc rút giàn khoan và tàu ra khỏi vùng biển Việt Nam, đàm phán giải quyết các tranh chấp bất đồng giữa hai nước bằng các biện pháp hòa bình, phù hợp luật pháp quốc tế. Tổng bí thư Đảng Cộng sản Việt Nam khẳng định Đảng Cộng sản Việt Nam, Nhà nước và nhân dân Việt Nam luôn coi trọng quan hệ hữu nghị, hợp tác với Trung Quốc, mong muốn giữ gìn, củng cố và không ngừng làm cho quan hệ Việt-Trung phát triển. Ông cũng nhấn mạnh việc Trung Quốc hạ đặt giàn khoan Hải Dương 981 tại vùng biển của Việt Nam từ đầu tháng 5 đến nay tác động rất tiêu cực đối với nhân dân Việt Nam, quan hệ Việt-Trung và tình hình khu vực. Ông khẳng định lập trường về chủ quyền của Việt Nam đối với các quần đảo Hoàng Sa, Trường Sa và trên Biển Đông là không thay đổi và không thể thay đổi; đề nghị khẩn trương trao đổi để có các giải pháp sớm ổn định tình hình, tạo tiền đề cho các giải pháp cơ bản và lâu dài giải quyết các vấn đề trên biển, xuất phát từ lợi ích của hai nước, trên cơ sở các thỏa thuận giữa lãnh đạo cấp cao hai nước và luật pháp quốc tế.

#### Phía Việt Nam
Phó Chủ nhiệm Ủy ban Biên giới Quốc gia Trần Duy Hải tiết lộ sau khi nhận tin về giàn khoan Hải Dương 981 được đưa vào vùng thềm lục địa Việt Nam, Hà Nội đã có tám cuộc làm việc với Trung Quốc, sáu cuộc gặp trực tiếp tại Hà Nội và Bắc Kinh.
Việt Nam đã triệu Đại diện Sứ quán Trung Quốc, trao công hàm phản đối, yêu cầu Trung Quốc phải rút ngay giàn khoan và tàu hộ vệ.
Ngày 12 tháng 5, Sở Ngoại vụ Thành phố Hồ Chí Minh mời Tổng Lãnh sự Trung Quốc Sài Văn Duệ đến để phản đối việc Trung Quốc đơn phương đưa giàn khoan Hải Dương 981 và một lượng lớn tàu các loại, trong đó có tàu quân sự và nhiều lượt máy bay trinh sát, quân sự hoạt động hoàn toàn trong vùng đặc quyền kinh tế và thềm lục địa của Việt Nam.
Ngày 11 tháng 5 tại Hội nghị thượng đỉnh ASEAN lần thứ 24 ở Myanmar, Thủ tướng Nguyễn Tấn Dũng lần đầu tiên công khai tố cáo Trung Quốc về việc đưa giàn khoan Hải Dương 981 cùng hơn 80 tàu đi vào vùng biển Việt Nam và kêu gọi sự ủng hộ của quốc tế. Tuy nhiên tuyên bố kết thúc hội nghị của ASEAN không phê phán nước nào mà chỉ kêu gọi "tất cả các bên thực hiện kiềm chế và không sử dụng vũ lực, cũng như không tiến hành các hoạt động có thể làm gia tăng căng thẳng và sớm đạt được COC như đã được thể hiện trong Tuyên bố 6 điểm về Biển Đông".
Từ ngày 13 đến 15 tháng 5, Thứ trưởng Ngoại giao Việt Nam Hồ Xuân Sơn đã đến Bắc Kinh để "trao đổi thẳng thắn các vấn đề giữa hai nước".
Ban Chấp hành Trung ương Đảng Cộng sản Việt Nam ngày 14 tháng 5 ra thông báo Hội nghị Trung ương 9 trong đó có đoạn: Ban Chấp hành Trung ương theo dõi sát tình hình, nghe báo cáo của các cơ quan chức năng về việc thực hiện các chủ trương, giải pháp của ta phản đối, đấu tranh đòi phía Trung Quốc phải dừng việc đặt giàn khoan thăm dò dầu khí Hải Dương 981 trong vùng biển nước ta và khẳng định: Toàn Đảng, toàn dân, toàn quân ta đoàn kết một lòng, kiên quyết bảo vệ độc lập, chủ quyền và toàn vẹn lãnh thổ của Tổ quốc; giải quyết những bất đồng, tranh chấp bằng giải pháp hòa bình trên cơ sở tôn trọng luật pháp quốc tế, trong đó có Công ước Liên hợp quốc về Luật Biển năm 1982, Tuyên bố về ứng xử của các bên ở Biển Đông (DOC) và những thoả thuận giữa lãnh đạo cấp cao Việt Nam - Trung Quốc; đồng thời giữ vững môi trường hòa bình, ổn định để phát triển bền vững đất nước...
Theo Phó Thủ tướng, Bộ trưởng Bộ Ngoại giao Việt Nam Phạm Bình Minh, cho đến ngày 20 tháng 5 năm 2014, Việt Nam và Trung Quốc đã có 20 cuộc điện đàm về Vụ giàn khoan Hải Dương 981 trong đó Việt Nam yêu cầu Trung Quốc phải rút giàn khoan và tàu hộ tống ra khỏi vị trí tranh chấp.
Quốc hội Việt Nam ngày 21 tháng 5 ra thông cáo "nhất trí cao với chủ trương của Đảng và Nhà nước". Ngày 15 tháng 5 người Phát ngôn Bộ Ngoại giao Lê Hải Bình tuyên bố Việt Nam đã đưa công hàm phản đối Trung Quốc ra Liên Hợp Quốc và ngày 20 tháng 5 phái đoàn thường trực Việt Nam bên cạnh Liên Hợp Quốc tại Genève đã gửi thông cáo đến Văn phòng Liên Hợp Quốc, Tổ chức Thương mại Thế giới và các tổ chức quốc tế khác cũng như các cơ quan báo chí có trụ sở tại Genève, về sự kiện "Trung Quốc vi phạm nghiêm trọng chủ quyền Việt Nam tại Biển Đông".
Bộ Chính trị chỉ đạo phải tiếp tục đấu tranh bằng biện pháp hòa bình, đúng theo luật pháp quốc tế. Riêng về giải pháp đấu tranh pháp lý, thời điểm nào hợp lý thì Bộ Chính trị sẽ quyết định, theo thông tin từ phiên họp Chính phủ cuối tháng 5.
Ngày 31/5/2014, Phái đoàn Đại diện Thường trực Việt Nam tại Liên Hợp Quốc đã gửi thư cho Tổng Thư ký Ban Ki-moon đề nghị lưu hành Công hàm của Bộ Ngoại giao Việt Nam gửi Bộ Ngoại giao Trung Quốc phản đối việc Bắc Kinh không chịu chấm dứt các hoạt động vi phạm chủ quyền và quyền tài phán của Việt Nam đối với vùng đặc quyền kinh tế của Việt Nam theo quy định của Công ước Liên Hợp Quốc về Luật Biển năm 1982 như một tài liệu chính thức của Khóa 68 Đại hội đồng Liên Hợp Quốc. Trong công hàm này, Việt Nam yêu cầu Trung Quốc rút ngay giàn khoan Hải Dương 981 cùng các tàu của họ ra khỏi vùng biển của Việt Nam, chấm dứt các hoạt động gây ảnh hưởng đến an toàn, an ninh hàng hải cũng như hòa bình và ổn định ở khu vực.
Tại Hội nghị Thượng đỉnh An ninh châu Á (Đối thoại Shangri-La) lần thứ 13, ngày 31/5/2014, Bộ trưởng Quốc phòng Việt Nam Phùng Quang Thanh phát biểu: "Quan hệ giữa Việt Nam và nước bạn láng giềng Trung Quốc về tổng thể trên các mặt đang phát triển tốt đẹp, chỉ còn tồn tại vấn đề tranh chấp chủ quyền trên Biển Đông nên đôi khi cũng có những va chạm gây căng thẳng như sự việc ngày 1/5/2014, Trung Quốc đã đơn phương hạ đặt giàn khoan nước sâu Hải Dương-981 trong vùng đặc quyền kinh tế và thềm lục địa của Việt Nam... Việt Nam nhất quán chủ trương kiên trì giải quyết bằng biện pháp hòa bình trên cơ sở luật pháp quốc tế, đặc biệt là Công ước Liên hợp quốc về Luật biển năm 1982; Tuyên bố về Ứng xử của các bên ở Biển Đông (DOC); Tuyên bố 6 điểm của ASEAN về Biển Đông; tiến tới xây dựng Bộ Quy tắc ứng xử trên Biển Đông (COC) giữa ASEAN và Trung Quốc; và Thỏa thuận của lãnh đạo cấp cao hai nước Việt-Trung, giữ gìn hòa bình, ổn định an ninh, an toàn hàng hải, hàng không ở Biển Đông... Việt Nam rất kiềm chế, không sử dụng máy bay, tàu tên lửa, tàu pháo... mà chỉ dùng tàu kiểm ngư, tàu cảnh sát biển và tàu cá của ngư dân, phối hợp với lực lượng chấp pháp để bảo vệ chủ quyền, không chủ động đâm va, không phun vòi rồng vào các tàu của Trung Quốc. Chúng tôi đề nghị Trung Quốc rút giàn khoan ra khỏi vùng đặc quyền kinh tế, thềm lục địa của Việt Nam và cùng Việt Nam đàm phán để giữ được hòa bình ổn định và quan hệ hữu nghị hai nước... Tôi cho rằng, quân đội hai nước phải hết sức kiềm chế, tăng cường hợp tác với nhau, kiểm soát chặt chẽ mọi hoạt động không để có những hành động ngoài tầm kiểm soát. Quân đội hai nước phải thể hiện vai trò tham mưu với lãnh đạo Đảng, Nhà nước xử lý thỏa đáng vấn đề một cách bình tĩnh, kiên trì, để không xảy ra xung đột, càng không để xảy ra chiến tranh... Chúng tôi hy vọng vào nỗ lực chung của cộng đồng quốc tế, các mâu thuẫn, bất đồng sẽ từng bước được giải quyết, duy trì được sự ổn định và phát triển ở khu vực, đóng góp chung cho môi trường hòa bình của thế giới".
Ngày 5/6/2014, Phái đoàn Đại diện thường trực của Việt Nam bên cạnh cơ quan Liên Hợp Quốc, Tổ chức Thương mại Thế giới và các tổ chức quốc tế khác tại Geneve, Thụy Sĩ, đã gửi công hàm cho Phái đoàn Đại diện thường trực các nước tại Geneve cùng các tổ chức quốc tế đóng tại Thụy Sĩ để cập nhật tình hình vụ Trung Quốc đặt dàn khoan Hải Dương-981 và các hoạt động của tàu thuyền nước này tại khu vực đang có tranh chấp, bác bỏ những quan điểm trong công hàm mà phái đoàn Trung Quốc gửi cho các tổ chức quốc tế và phái đoàn đại diện thường trực các nước tại Geneve ngày 2/6. Phái đoàn Việt Nam khẳng định chủ quyền của Việt Nam đối với Hoàng Sa và bác bỏ hoàn toàn đòi hỏi chủ quyền không có cơ sở pháp lý của phía Trung Quốc đối với quần đảo này. Công hàm cho rằng việc hạ đặt giàn khoan Hải Dương-981 và các hoạt động gây hấn của phía Trung Quốc tại vùng biển của Việt Nam là sự vi phạm nghiêm trọng chủ quyền, quyền chủ quyền và quyền tài phán của Việt Nam, đe dọa hòa bình, ổn định và an ninh hàng hải trong khu vực.
Ngày 6/6/2014, Phái đoàn Đại diện thường trực Việt Nam tại Liên Hợp Quốc tiếp tục gửi thư lên Tổng Thư ký Ban Ki-moon, kèm theo Công hàm của Bộ Ngoại giao Việt Nam gửi Bộ Ngoại giao Trung Quốc phản đối việc Trung Quốc tiếp tục duy trì giàn khoan Hải Dương-981 (Haiyang Shiyou - 981) và các tàu hộ tống trong vùng đặc quyền kinh tế và thềm lục địa của Việt Nam, vi phạm nghiêm trọng quyền chủ quyền và quyền tài phán của Việt Nam đối với vùng đặc quyền kinh tế và thềm lục địa Việt Nam, theo quy định của Công ước Liên Hợp Quốc về Luật Biển (UNCLOS) năm 1982, vi phạm Tuyên bố về cách ứng xử của các bên ở Biển Đông (DOC) và Thỏa thuận các nguyên tắc cơ bản chỉ đạo giải quyết vấn đề trên biển giữa Việt Nam và Trung Quốc, cũng như các thỏa thuận liên quan khác giữa lãnh đạo cấp cao hai nước. Công hàm khẳng định Việt Nam đã nỗ lực trao đổi, đối thoại với Trung Quốc dưới nhiều hình thức và ở các cấp khác nhau để yêu cầu nước này chấm dứt các hành vi vi phạm quyền chủ quyền và quyền tài phán của Việt Nam, cũng như chủ quyền của Việt Nam đối với quần đảo Hoàng Sa. Tuy nhiên, phía Trung Quốc không những không đáp ứng những đề nghị đó, mà còn di chuyển giàn khoan và các tàu hộ tống sang một vị trí khác vẫn thuộc vùng đặc quyền kinh tế và thềm lục địa của Việt Nam. Việt Nam yêu cầu Trung Quốc tôn trọng luật pháp quốc tế, chấm dứt ngay các hoạt động vi phạm quyền chủ quyền và quyền tài phán của Việt Nam đối với vùng đặc quyền kinh tế và thềm lục địa của Việt Nam, rút ngay giàn khoan Hải Dương-981 cùng các tàu hộ tống ra khỏi vùng biển của Việt Nam và không để tái diễn hành vi tương tự. Việt Nam cũng yêu cầu Trung Quốc giải quyết các tranh chấp trên biển, trong đó có việc hạ đặt trái phép giàn khoan Hải Dương-981, thông qua đàm phán hoặc các biện pháp hòa bình, phù hợp với luật pháp quốc tế, trong đó có UNCLOS năm 1982. Đại sứ Lê Hoài Trung đề nghị ông Ban Ki-moon cho lưu hành công hàm như một tài liệu chính thức của Khóa 68 Đại hội đồng Liên Hợp Quốc, gửi đến tất cả các nước thành viên.
Ngày 10/6/2014, tại Đối thoại Hiệp hội các Quốc gia Đông Nam Á (ASEAN) - Mỹ lần thứ 27 diễn ra tại Yangon, Myanmar, Việt Nam tố cáo Trung Quốc hạ đặt giàn khoan và đưa nhiều tàu hộ tống bảo vệ xâm phạm sâu trong vùng thềm lục địa và đặc quyền kinh tế của Việt Nam. Các tàu của Trung Quốc liên tục gây hấn, cố tình đâm húc, gây hư hại các tàu kiểm ngư, tàu cảnh sát biển, tàu cá của ngư dân Việt Nam, vi phạm nghiêm trọng luật pháp quốc tế, Công ước Liên Hợp Quốc về Luật biển 1982 (UNCLOS), Tuyên bố của các bên về ứng xử ở Biển Đông (DOC). Phái đoàn Việt Nam cực lực phản đối các hành động xâm phạm nêu trên, yêu cầu Trung Quốc rút ngay giàn khoan và các tàu bảo vệ ra khỏi vùng biển của Việt Nam. Việt Nam kiên quyết bảo vệ chủ quyền và vùng biển của mình, song kiên trì đối thoại và sử dụng các biện pháp hòa bình, phù hợp với luật pháp quốc tế.
Ngày 13/6/2014, tại Hội nghị lần thứ 24 các quốc gia thành viên UNCLOS diễn ra từ ngày 9/6 đến 13/6 tại trụ sở chính của Liên Hợp Quốc, Đại sứ Lê Hoài Trung, Trưởng Phái đoàn Đại diện thường trực Việt Nam tại Liên Hợp Quốc, trong bài phát biểu tại phiên họp toàn thể hội nghị chỉ ra rằng việc Trung Quốc hạ đặt trái phép giàn khoan trong thềm lục địa và vùng đặc quyền kinh tế của Việt Nam là một "diễn biến nghiêm trọng" trên Biển Đông. Trong phần thảo luận, phái đoàn Việt Nam một lần nữa khẳng định chủ quyền của Việt Nam đối với quần đảo Hoàng Sa, chỉ ra tính bất hợp pháp của việc hạ đặt giàn khoan trái phép, đồng thời bác bỏ những quan điểm của Trung Quốc.

### Quân sự
Tình hình đến ngày 13 tháng 5: 
Việt Nam: 29 tàu của Cảnh sát biển và Kiểm ngư.
Trung Quốc: 86 tàu, và máy bay. Trong số đó, có các loại tàu: tàu quân sự; tàu Hải cảnh; tàu Hải giám; tàu Hải tuần; tàu Ngư chính; tàu Kéo cứu hộ; tàu vận tải; tàu dầu và tàu cỏ vỏ sắt; bao gồm tàu Hộ vệ tên lửa số hiệu 534; tàu tên lửa tấn công nhanh mang số hiệu 752, 753, 754; và tàu tuần tiễu săn ngầm mang số hiệu 786, tàu Hải giám 7028, tàu Hải cảnh 46001.
Các tàu Trung Quốc vây thành vòng bảo vệ các hoạt động của giàn khoan, các tàu Việt Nam chạy xung quanh bên ngoài. Thỉnh thoảng có đấu vòi rồng (phun nước áp suất mạnh) và va chạm. Cả hai bên đều tố cáo bên kia cố tình đâm húc tàu của mình nhiều lần.

## Phản ứng và dư luận

### Phản ứng của người Việt

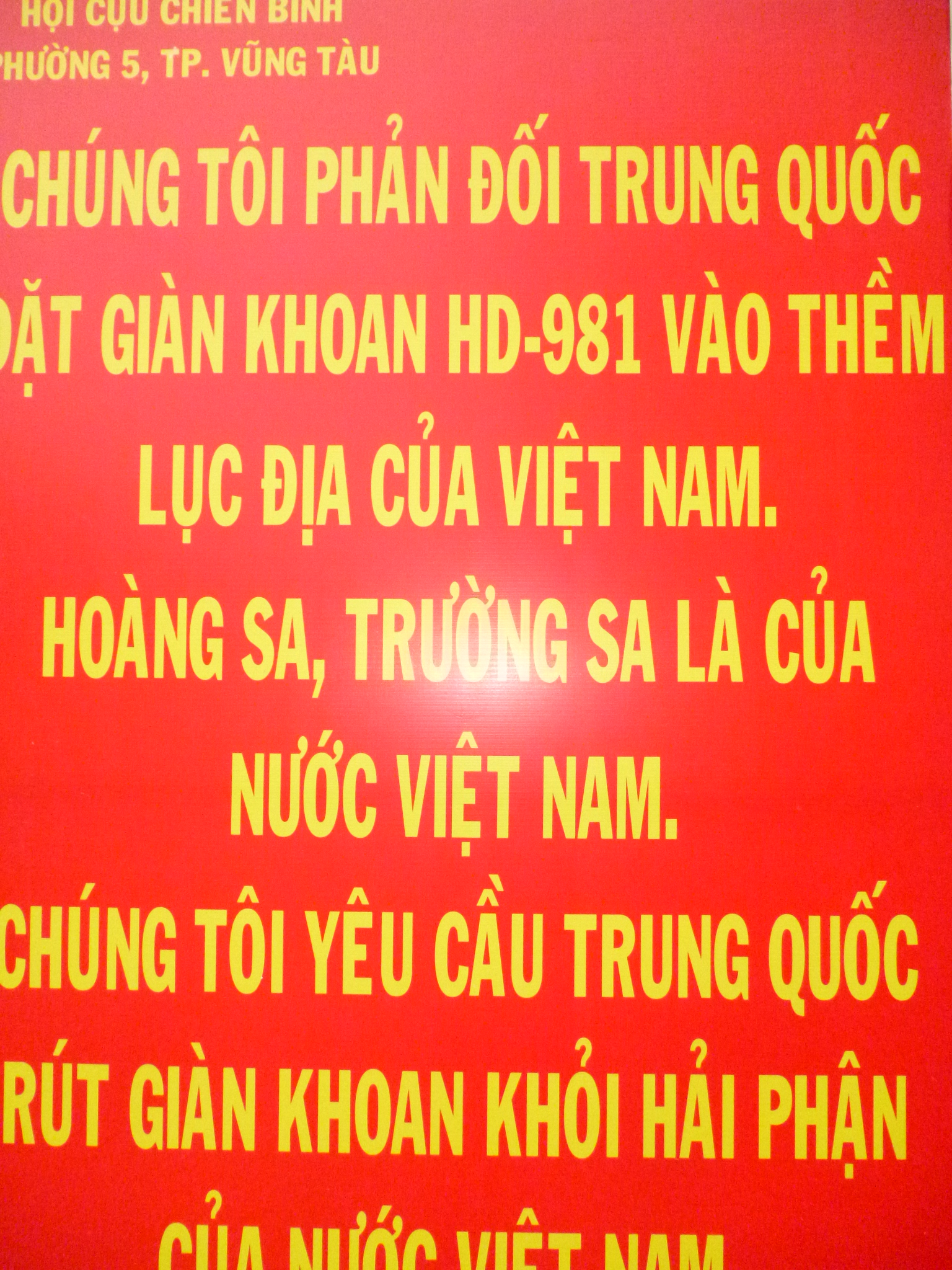
Khẩu hiệu phản đối Trung Quốc ở Vũng Tàu, thể hiện quan điểm của Việt Nam.

Đa số các ý kiến trên báo chí và các diễn đàn công khai đều phản đối hành động của Trung Quốc, tuy nhiên mức độ phản đối cũng như quan điểm về cách giải quyết rất khác nhau, từ kêu gọi chiến tranh, đưa ý kiến kiện ra tòa án quốc tế, sử dụng giải pháp ngoại giao đến hòa hoãn.
Một vài cá nhân tỏ ý ủng hộ Trung Quốc đã bị phản đối dữ dội. Các cuộc tranh luận gay gắt cũng đã nổ ra xung quanh những thái độ khác nhau trước vụ việc này.
Ngày 9 tháng 5, Tổng Giám mục Phaolô Bùi Văn Đọc, Chủ tịch Hội đồng Giám mục Việt Nam đã viết thư gửi giáo dân Việt Nam về Tình hình Biển Đông. Trong đó, ông kêu gọi các giáo phận tổ chức một ngày cầu nguyện cho quê hương, kêu gọi mọi người sám hối, tiết giảm chi tiêu ăn uống, mua sắm để góp phần nâng đỡ các ngư dân nạn nhân của tàu Trung Quốc và các chiến sĩ cảnh sát biển, kiểm ngư Việt Nam bị thương. Nhưng ông cũng viết rằng những thỏa ước tôn trọng tình hữu nghị giữa hai quốc gia láng giềng, giữa hai Đảng Cộng sản (Việt Nam và Trung Quốc) thực tế đã cho thấy không mang lại lợi ích cho dân nước Việt Nam mà còn đưa đất nước vào tình trạng lâm nguy. Ông kêu gọi Chính phủ Việt Nam kiên trì đường lối ngoại giao, đối thoại để giải quyết xung đột nhưng có lập trường kiên định lấy đạo lý truyền thống dân tộc vì dân, vì nước để thực hiện đường lối chính sách với Trung Quốc. Nhiều ngôi thánh đường thuộc Tổng giáo phận Hà Nội, Giáo phận Phát Diệm, Giáo phận Vinh, Tổng giáo phận Thành phố Hồ Chí Minh đã gióng chuông kêu gọi tín hữu để cầu nguyện cho công lý và hòa bình cho toàn vẹn lãnh thổ.
Một số người bất đồng chính kiến cho rằng hành động của giới lãnh đạo cao cấp của Đảng Cộng sản và chính phủ Việt Nam là chưa đủ mạnh mẽ, thể hiện qua việc, tính đến ngày 10 tháng 5, Hội nghị Trung ương 9 Đảng Cộng sản Việt Nam đang họp cùng lúc nhưng không bàn công khai và tuyên bố về vụ giàn khoan. Nhưng kết thúc phiên họp, vào ngày 14 tháng 5 Hội nghị đã ra thông báo trong đó có đề cập về vấn đề này.
Cộng đồng mạng người Việt cũng có phong trào kêu gọi tẩy chay hàng hóa có xuất xứ từ Trung Quốc. Nhiều trang mạng được lập ra kêu gọi tẩy chay và nhiều người dùng đã thay đổi hình ảnh đại diện là quốc kỳ Việt Nam và biểu tượng tẩy chay hàng Trung Quốc. Một vài khách sạn tại Việt Nam từ chối nhận khách Trung Quốc, vài cửa tiệm không bán hàng Trung Quốc và du khách Việt đua nhau hủy tour đi du lịch Trung Quốc. Tuy nhiên, cũng có ý kiến kêu gọi không nên kỳ thị và 'bài' người Trung Quốc theo kiểu này, và theo nhận xét của nguyên Tổng Giám đốc Jetstar Pacific Airlines và nay là Giám đốc Điều hành Air Mekong Lương Hoài Nam thì: "...thấy nhiều người kêu gọi tẩy chay hàng Trung Quốc. Nhưng chưa thấy nhà nào mang TV, tủ lạnh, máy giặt, lò nướng, laptop, iPhone, iPad... lắp linh kiện Trung Quốc quẳng ra đường và những lời kêu gọi được gõ ngay trên các bàn phím sản xuất ngay ở Trung Quốc", ông Nam kêu gọi các đài truyền hình trên cả nước hãy dừng chiếu những bộ phim dài tập về lịch sử Trung Hoa.
Nhiều hiệp hội trong và ngoài nước đã lên tiếng phản đối hành động của Trung Quốc. Nhiều tổ chức, doanh nghiệp, cá nhân đã đóng góp để ủng hộ công tác bảo vệ chủ quyền biển đảo.

#### Mít-tinh và biểu tình phản đối
Ngày 6 tháng 5, cuộc biểu tình sớm nhất để phản đối hành động này của Trung Quốc được tổ chức trước Tòa Lãnh sự Trung Quốc tại Los Angeles. Chiều 9 tháng 5, một cuộc biểu tình nhỏ đã diễn ra trước Đại sứ quán Trung Quốc ở Hà Nội. Sáng ngày 10 tháng 5, một cuộc biểu tình phản đối Trung Quốc đã diễn ra tại TP. HCM, được báo chí chính thống của Việt Nam đăng tải ngay trong ngày.
Hơn 20 tổ chức dân sự đã ra thông cáo kêu gọi người dân ở Hà Nội và TP.HCM biểu tình và tuần hành ngày 11 tháng 5 để "phản đối và lên án hành vi xâm lược của nhà cầm quyền Trung Quốc", và kêu gọi trả tự do cho các blogger và những công dân "đang bị bỏ tù vì bày tỏ lòng yêu nước, phản đối Trung Quốc xâm lược".
Giáo sư Tương Lai cũng cho biết 54 nhân sỹ trí thức cùng ông sẽ tổ chức một cuộc mít-tinh phản đối Trung Quốc vào sáng 11 tháng 5 trước Nhà hát Thành phố Hồ Chí Minh, nhưng cuộc mít-tinh này không liên quan đến lời kêu gọi biểu tình của 20 tổ chức dân sự trên.
Trước việc nhiều tầng lớp nhân dân Việt Nam đề nghị tuần hành, phản đối hành động xâm phạm chủ quyền của Trung Quốc với Việt Nam, Mặt trận Tổ quốc Việt Nam đã tuyên bố ủng hộ. Vũ Trọng Kim, Tổng Thư ký của tổ chức này, nói rằng "Việc người dân tuần hành, phản đối Trung Quốc là điều hết sức chính đáng, tự nhiên, là thể hiện lòng yêu nước".
Tại nước ngoài, người Việt và Việt kiều ở nhiều nơi cũng lên tiếng phản đối Trung Quốc. Như là tại Los Angeles ngày 6 tháng 5, Berlin ngày 8 tháng 5, tại Frankfurt ngày 10 tháng 5, tại Tokyo và tại Praha ngày 11 tháng 5, tại Đài Bắc ngày 11 tháng 5.

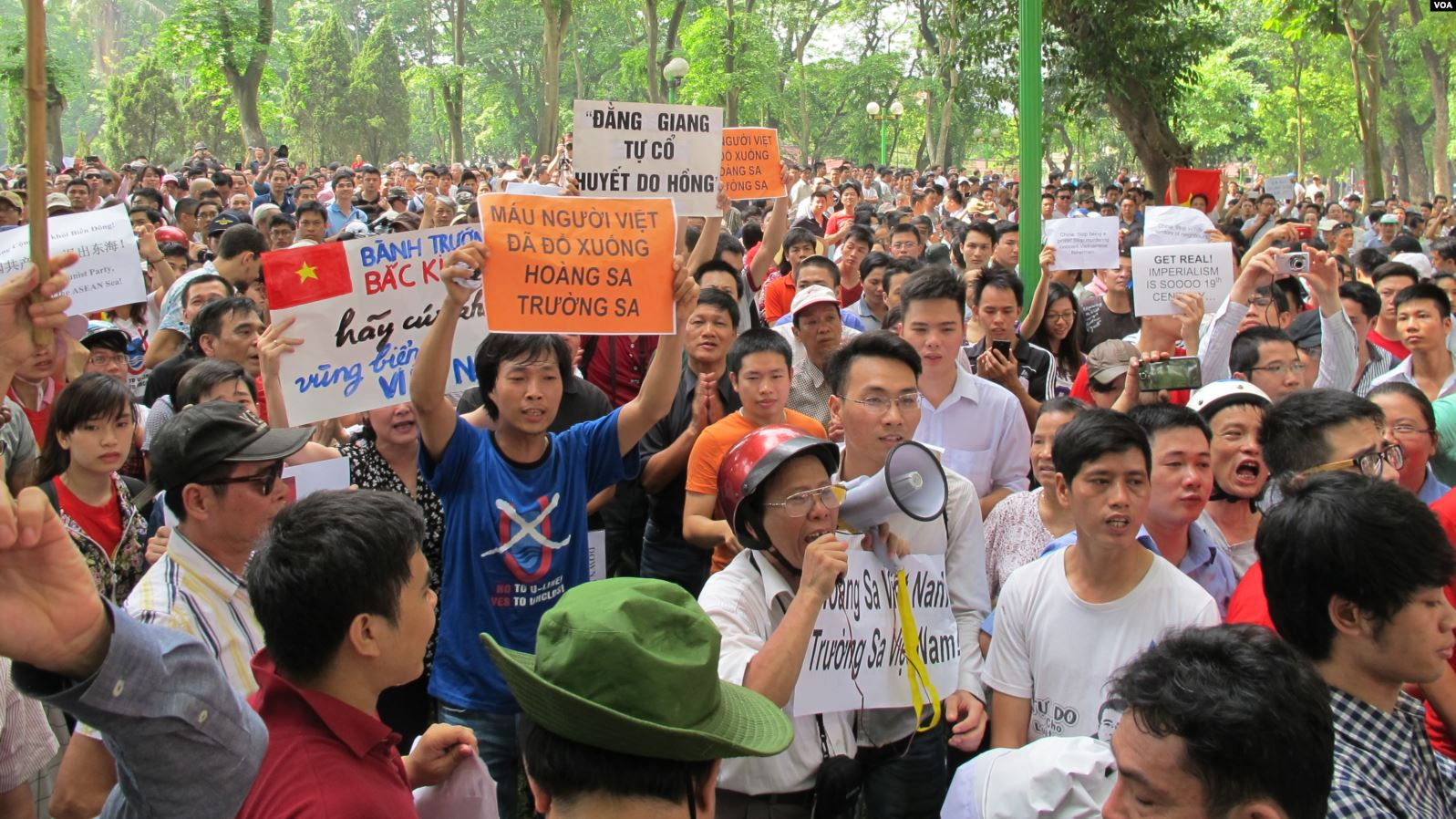
Người biểu tình giương biểu ngữ và hô khẩu hiệu phản đối tại công viên đối diện với Ðại sứ quán Trung Quốc tại Hà Nội, ngày 11/5/2014.

Như dự kiến, sáng chủ nhật 11 tháng 5 tại Hà Nội, Đà Nẵng và TP Hồ Chí Minh, các cuộc biểu tình phản đối Trung Quốc đã diễn ra với hàng ngàn người tham gia. Tuy nhiên một số blogger, và các nhà hoạt động cho rằng họ bị gây áp lực để không tham gia biểu tình. Người của nhóm 54 nhân sĩ trí thức cho biết họ đã bị đoàn thanh niên chiếm diễn đàn và không có cơ hội phát biểu. Cùng ngày, người dân Huế và Quảng Nam cũng xuống đường. Các đài truyền hình Việt Nam đưa tin rất khác nhau về việc này - Đài Truyền hình Việt Nam VTV không đề cập đến các vụ biểu tình; Đài Phát thanh - Truyền hình Hà Nội HanoiTV nói trong cuộc tuần hành ở Hà Nội, sau khi được chính quyền "kiên trì giải thích" về chủ trương đường lối của Đảng và Nhà nước, người dân tự giải tán; còn VTC1 đã dành nhiều thời lượng để nói về các cuộc biểu tình trên khắp cả nước. Theo hãng tin Associated Press (AP), cuộc biểu tình hôm chủ nhật này là lớn nhất kể từ năm 2011 khi Trung Quốc cắt cáp tàu thăm dò dầu khí Việt Nam. Cuộc biểu tình lần này được ghi nhận là có sự cho phép của chính quyền Việt Nam, khác với những cuộc biểu tình trước đây thường bị sách nhiễu, đôi khi người biểu tình bị đánh đập và bị bắt. Hãng tin AFP cũng gọi đây là một trong những cuộc biểu tình phản đối Trung Quốc lớn nhất tại Việt Nam.
Vào ngày 18 tháng 5, trái ngược với động thái một tuần trước đó, chính quyền Việt Nam đã ngăn cấm và cản trở các cuộc biểu tình chống Trung Quốc, một vài người bị bắt giữ.
Trước tình hình đó, để các cuộc biểu tình theo đúng khuôn khổ pháp luật, Đảng đoàn Quốc hội đã trình Bộ Chính trị đề xuất đưa chương trình xây dựng Luật Biểu tình vào Nghị quyết về Chương trình xây dựng luật, pháp lệnh năm 2015, và chương trình kỳ họp thứ 7, Quốc hội khóa XIII, chiều 30/5 đưa Luật Biểu tình vào Nghị quyết về chương trình xây dựng luật, pháp lệnh khóa XIII cùng một số luật khác về quyền con người thể chế hóa Hiến pháp sửa đổi, trong đó Luật Biểu tình vào Chương trình cho ý kiến tại kỳ họp thứ 9, thông qua tại kỳ họp thứ 10

#### Bạo động
Chiều tối ngày 12 và trong ngày 13 và 14 tháng 5, khoảng 20 ngàn công nhân tại các khu công nghiệp ở Đồng Nai, Bình Dương và Thành phố Hồ Chí Minh bỏ việc và biểu tình tuần hành phản đối Trung Quốc. Trong đó, tại Bình Dương, một số lớn người (theo công an là "đội lốt công nhân") đã gây hấn, có hành vi đập phá các công ty của người Trung Quốc, Đài Loan, Singapore, Hàn Quốc và gây hỗn loạn. Tính đến chiều 14 tháng 5, toàn tỉnh Bình Dương đã có trên 460 công ty (phần lớn của người Đài Loan) bị đập phá và ít nhất 15 nhà máy bị đốt cháy... Có trên 40 cán bộ và công an bị thương khi làm nhiệm vụ, chủ yếu do các đối tượng quá khích dùng gạch đá ném. Đến ngày 14 tháng 5, tình hình tạm ổn định, và cảnh sát đã bắt giữ 800 đối tượng trộm cắp tài sản, kích động gây rối... trong đó có gần 400 đối tượng kích động gây rối có thể bị xử lý hình sự. Tại Đồng Nai có 10 trong số 130 công ty tại Khu Công nghiệp Amata bị đập phá. Công an Đồng Nai đã bắt giữ 302 người dùng hung khí đập phá, hôi của. Tại Thành phố Hồ Chí Minh, một số công ty thuộc Khu Chế xuất Linh Trung 1, Khu Chế xuất Linh Trung 2, Khu Công nghiệp Bình Chiểu và Công ty PouYuen bị đập phá, cướp đoạt tài sản. Hơn 100 người bị tạm giữ trong đó có 23 người có dấu hiệu vi phạm hình sự.
Chiều ngày 14 tháng 5, tại khu kinh tế Vũng Áng, huyện Kỳ Anh (Hà Tĩnh), hàng nghìn công nhân đã được kêu gọi đình công và biểu tình chống Trung Quốc. Buổi tối cùng ngày, đã có xô xát lớn với hơn 6 ngàn người tại Nhà máy Thép Formosa của Đài Loan, nơi có lượng lớn công nhân Trung Quốc làm việc, làm ít nhất một người Trung Quốc thiệt mạng, nhiều người khác bị thương. Chính quyền đã phải huy động lượng lớn công an, và cả quân đội và biên phòng vào cuộc, bắt giữ hơn 70 người, đến đêm tình hình mới tạm yên. Theo bản tin lúc 9 giờ sáng EDT (8 giờ tối giờ Việt Nam) của Reuters, 5 người Việt và 16 người Trung Quốc đã chết và 90 người bị thương trong cuộc đụng độ trên. Tuy nhiên báo chí Việt Nam ngày 15 tháng 5 đưa tin có một người chết và 149 người bị thương, theo báo đài Trung Quốc có 16 người trong 3680 người Trung Quốc hồi hương bị thương nặng, trong khi đó Tân Hoa xã trong một số bản tin đưa ra có hai người Trung Quốc chết (chờ xét nghiệm DNA) trong các vụ bạo động tại Việt Nam.
Chiều ngày 15 tháng 5, trong một buổi họp báo, Bộ Ngoại giao Việt Nam cam kết "sử dụng mọi biện pháp cần thiết" để đảm bảo an toàn cho người nước ngoài. Bộ này cũng phủ nhận thông tin có 20 người chết trong vụ bạo loạn ở Vũng Áng.
Phát ngôn viên Bộ Ngoại giao Trung Hoa Dân Quốc Cao An nói rằng Đài Loan mạnh mẽ lên án bạo lực và kêu gọi người dân Việt Nam hãy biết tự tiết chế, đừng áp dụng những hành vi mất lý trí, gây ảnh hưởng tới nguyện vọng đầu tư, gây tổn hại mối quan hệ giữa nhân dân Đài Loan và Việt Nam. Bộ Ngoại giao Singapore đã xác nhận rằng một lá cờ Singapore đã bị đốt cháy bởi những người biểu tình tại Bình Dương và nói đây là vụ việc "nghiêm trọng vì lá cờ là biểu tượng quốc gia thiêng liêng". Theo tin từ Reuters, riêng trong ngày 14 tháng 5, đã có hơn 600 người Trung Quốc trốn chạy khỏi bạo loạn tại Việt Nam và đến Campuchia.
Các cuộc biểu tình của công nhân sau đó như tại Thanh Hóa đã diễn ra trong ôn hòa. Cộng đồng mạng Việt Nam kêu gọi thực hiện một dự án 'Chúng tôi xin lỗi!' để xin lỗi vì vụ bạo động tại Bình Dương và gửi một thông điệp hòa bình của người Việt Nam ra quốc tế.

#### Tự thiêu
Vào khoảng 6 giờ sáng ngày 23 tháng 5, một phụ nữ 67 tuổi tên Lê Thị Tuyết Mai đã tưới xăng lên người rồi châm lửa tự thiêu trước cổng Dinh Độc Lập, Tp. Hồ Chí Minh. Tại hiện trường, công an thu được một gói đồ chứa sáu biểu ngữ (nguồn báo Thanh Niên và Tuổi Trẻ) hoặc bảy biểu ngữ (nguồn báo Đời Sống & Pháp Luật). Chiều cùng ngày, trong cuộc họp báo của Ủy ban Nhân dân Quận 1, Phó Chủ tịch UBND Q.1 Lê Trương Hải Hiếu đã cho biết cụ thể những câu được ghi trong sáu biểu ngữ có nội dung thể hiện tinh thần dân tộc, phản đối Trung Quốc. Cũng theo ông này, bà Mai tự thiêu vì bức xúc trước việc "Trung Quốc hạ đặt giàn khoan Hải Dương-981 xâm phạm lãnh hải của Việt Nam", còn phía cơ quan chức năng Việt Nam ban đầu xác định nguyên nhân là vì bà "buồn chuyện gia đình". Võ Văn Ái - người Phát ngôn Phòng Thông tin Phật giáo tại Paris - xác nhận người phụ nữ này là thành viên của tổ chức Gia đình Phật tử Việt Nam, trực thuộc Giáo hội Phật giáo Việt Nam Thống nhất và có giải thích thêm rằng bà Mai "rất bức xúc vì nhà cầm quyền Việt Nam đàn áp Giáo hội, và đặc biệt gần đây, Trung Quốc xâm phạm lãnh hải Việt Nam". Theo thông tin mà VOA đăng tải thì báo chí Việt Nam đã không đề cập đến những biểu ngữ có viết: "GHPGVNTN mãi mãi trường tồn cùng Dân tộc".
Khoảng 11h15' ngày 20/6/2014, ông Hoàng Thu Hùng, cựu sĩ quan Pháo binh Việt Nam Cộng hòa, 71 tuổi tự thiêu tại lối vào khu cộng đồng Silver Lake, bang Florida, Hoa Kỳ để phản đối việc Trung Quốc hồi đầu tháng 5 hạ đặt trái phép giàn khoan dầu Hải Dương 981 sâu trong thềm lục địa, vùng đặc quyền kinh tế của Việt Nam. Cảnh sát tìm thấy hai mảnh giấy tại hiện trường, trong đó một tờ ghi "Hai Yang 981 phải rời khỏi V-N hải phận. Anh hùng tử, chí hùng nào tử" có ký tên phía dưới.

#### Thư ngỏ
115 nhà trí thức Việt Nam trong cũng như ngoài nước vừa ra thư ngỏ đăng trên trang boxitvn.net, gửi đến đồng bào trong và ngoài nước cùng các đảng viên Đảng Cộng sản Việt Nam, bày tỏ quan tâm về tình hình hiện thời, đồng thời kêu gọi người dân ký tên ủng hộ lá thư. Trên danh sách này có tên nhiều nhà hoạt động, nhà văn, nhà thơ, nhà báo và một số đảng viên Đảng Cộng sản Việt Nam. Danh sách này còn có chữ ký của một số lãnh đạo tôn giáo và quân đội, trong đó có Thiếu tướng Nguyễn Trọng Vĩnh. Tiến sĩ Nguyễn Quang A cho biết thông điệp chính của lá thư ngỏ này: "Cái thông điệp nổi bật là phải dứt bỏ 4 tốt và 16 chữ vàng, mối quan hệ lệ thuộc vào Trung Quốc, đấy là cái thứ nhất. Thứ hai là, chỉ có xây dựng một hệ thống dân chủ thực sự, một nền dân chủ và một nền pháp trị thực sự, tức là không còn độc đảng, không còn toàn trị thì Việt Nam mới có cơ chống ngoại xâm, bởi vì Việt Nam hiện bây giờ đang trơ trọi, tuy rằng trong nước, tivi vẫn nói rằng nhân dân thế giới ủng hộ, nhưng mà thực sự là bất chấp sự kêu gọi của ông Thủ tướng, những nước mà lên tiếng mạnh mẽ cũng chỉ nói một cách chiếu lệ mà thôi bởi vì một nước độc đảng, một chế độ độc tài khó mà thuyết phục được những người khác làm bạn".

### Phản ứng của người Trung Quốc
Hoàn cầu thời báo lên tiếng kêu gọi Trung Quốc có hành động cứng rắn và đe dọa cho Việt Nam "bài học nó đáng phải nhận".
Tờ South China Morning Post (Nam Hoa Tảo báo), một tờ báo tiếng Anh có tiếng tại Hồng Kông, trong một bài xã luận đăng ngày 16 tháng 5, nói rằng Việt Nam đã làm phức tạp cuộc tranh chấp với Trung Quốc khi không thể ngăn chặn được sự bạo động chống Trung Quốc. Tờ báo nói "một chính quyền mà kiểm soát chặt chẽ bất đồng chính kiến như thế đáng lẽ không có vấn đề gì trong việc giữ ôn hòa các cuộc biểu tình". Tờ báo kêu gọi Việt Nam kiềm chế làn sóng chống Trung Quốc và trừng trị những kẻ gây bạo động.
Tân Hoa xã bình luận về các vụ bạo động tại Việt Nam: "...Một số nhà phân tích phương Tây đã đồn đoán rằng Hà Nội có thể sử dụng các cuộc tấn công này làm lá bài để mặc cả với Trung Quốc. Nhưng nếu họ nghĩ theo cách này thì thực là ngây thơ và man rợ. Việc này đơn giản là vi phạm nguyên tắc cơ bản về nhân loại khi dùng sự mất mát của mạng người nhằm thúc đẩy mục tiêu chính trị".
Lo ngại trước phản ứng thái quá của người dân, bộ máy tuyên truyền Trung Quốc chỉ đạo kiểm duyệt và hạn chế thông tin: "Tuyệt đối không tường thuật về bất kỳ tin tức liên quan tới việc "các doanh nghiệp Trung Quốc đầu tư tại Việt Nam bị tấn công bởi người Việt. Không đăng lại tin từ nước ngoài. Nghiêm ngặt tìm và xóa các tin tức liên quan, bình luận, và hình ảnh trên mạng".

### Phản ứng quốc tế
Một số quốc gia và Liên minh châu Âu bày tỏ quan ngại trước hành động đơn phương gây hấn của Trung Quốc khiến căng thẳng gia tăng trong khu vực.
- Hoa Kỳ:

- - Ngày 7 tháng 5 năm 2014, Phát ngôn viên Bộ Ngoại giao Hoa Kỳ Jen Psaki tuyên bố: "Quyết định của Trung Quốc trong việc đưa giàn khoan dầu cùng với nhiều tàu của chính phủ lần đầu đến vùng biển tranh chấp với Việt Nam là hành động khiêu khích và gây ra căng thẳng". Phía Hoa Kỳ gọi đây là "hành động đơn phương" của Trung Quốc theo cách "làm giảm hòa bình và ổn định trong khu vực", đồng thời bày tỏ lo ngại về "cách làm nguy hiểm" này. Hoa Kỳ kêu gọi các bên kiềm chế, đảm bảo tự do hàng hải và giải quyết tranh chấp một cách hòa bình, phù hợp với luật pháp quốc tế.[152]
  - Ngày 9 tháng 5, sáu Thượng nghị sĩ Hoa Kỳ đã gọi hành động của Trung Quốc là "gây hấn", "gây rắc rối" và "đe dọa tự do thương mại toàn cầu".[153]
  - Trong một cuộc điệm đàm với Bộ trưởng Bộ Ngoại giao Trung Quốc Vương Nghị, Bộ trưởng Bộ Ngoại giao Hoa Kỳ John Kerry công khai gọi hành động của Trung Quốc là "khiêu khích" và "hung hăng". Nhân chuyến thăm Hoa Kỳ của tướng lãnh đạo quân đội Trung Quốc, ông Kerry cũng bình luận rằng Hoa Kỳ "quan ngại sâu sắc" với việc hạ đặt giàn khoan của Trung Quốc tại vùng biển mà Việt Nam cũng đòi hỏi.[154] Trung Quốc đã phản ứng giận dữ với tuyên bố trên, trang web Bộ Ngoại giao Trung Quốc đã đăng một tuyên bố dẫn lời Ngoại trưởng Vương Nghị cho rằng Mỹ nên "khách quan", "giữ đúng cam kết, hành động và phát ngôn thận trọng".[155]
  - Ngày 14 tháng 5, Phát ngôn viên Nhà Trắng Jay Carney nói rằng tranh chấp Trung-Việt cần được giải quyết "thông qua đối thoại chứ không phải thông qua hăm dọa". "Chúng tôi hối thúc đối thoại trong giải quyết".[156]
  - Ngày 10/6/2014, tại Đối thoại Hiệp hội các Quốc gia Đông Nam Á (ASEAN) - Mỹ lần thứ 27 diễn ra tại Yangon, Myanmar, Mỹ khẳng định ủng hộ các quan điểm của ASEAN trong Tuyên bố của các Bộ trưởng Ngoại giao ASEAN ngày 11/5/2014, bày tỏ quan ngại sâu sắc về tình hình căng thẳng gia tăng, ảnh hưởng trực tiếp tới hòa bình, ổn định, và an ninh, an toàn hàng hải của khu vực. Mỹ phản đối các hành động đơn phương, sử dụng sức mạnh để thay đổi nguyên trạng, áp đặt yêu sách chủ quyền lãnh thổ, ủng hộ mạnh mẽ việc giải quyết các tranh chấp bằng các biện pháp hòa bình, kiềm chế, không đe dọa hoặc sử dụng vũ lực, tuân thủ luật pháp quốc tế, UNCLOS 1982, Tuyên bố DOC. Mỹ tuyên bố ASEAN và Trung Quốc cần đàm phán thực chất để đạt được Bộ Quy tắc Ứng xử ở Biển Đông (COC).[65]
  - Ngày 10/7/2014, Thượng viện Hoa Kỳ thông qua Nghị quyết S.RES.412 về Biển Đông yêu cầu Trung Quốc quay lại nguyên trạng trước ngày 1/5/2014. Nghị quyết khẳng định sự ủng hộ của Mỹ đối với quyền tự do hàng hải, sử dụng các vùng biển và không phận ở khu vực châu Á-Thái Bình Dương theo đúng quy định của luật pháp quốc tế. Nghị quyết cho rằng các yêu sách lãnh thổ và hành động của Trung Quốc là không thể biện minh theo luật pháp quốc tế như đã được nêu rõ trong UNCLOS và là một hành động đơn phương nhằm thay đổi nguyên trạng bằng vũ lực, vi phạm Tuyên bố về cách ứng xử của các bên tại Biển Đông (DOC) mà Trung Quốc đã ký với Hiệp hội các quốc gia Đông Nam Á (ASEAN) năm 2002. Nghị quyết cũng lên án việc cưỡng chế, sử dụng hoặc đe dọa sử dụng vũ lực gây cản trở các hoạt động hàng hải, yêu cầu chính phủ Trung Quốc rút giàn khoan Hải Dương 981 cùng các lực lượng ra khỏi các vị trí hiện nay, trả mọi việc trở về nguyên trạng trước ngày 1/5/2014.[157]
- Singapore: ngày 7 tháng 5, trả lời câu hỏi của giới truyền thông về các đụng độ gần đây giữa tàu thuyền Trung Quốc - Việt Nam ở vùng biển gần quần đảo Hoàng Sa, Phát ngôn viên Bộ Ngoại giao Singapore phát biểu rằng Singapore quan ngại với các diễn biến gần đây ở Biển Đông, kêu gọi các bên kiềm chế và tránh làm leo thang căng thẳng. Nước này cũng kêu gọi các bên giải quyết tranh chấp phù hợp với quốc tế pháp, trong đó có UNCLOS 1982, đồng thời cũng tiếp tục hối thúc ASEAN và Trung Quốc tiến tới Bộ quy tắc ứng xử trên Biển Đông (COC).[158]
- Liên minh châu Âu: ngày 8 tháng 5, Phát ngôn viên của Đại biểu Cao cấp của Liên minh về Chính sách Ngoại giao và An ninh và của Phó Chủ tịch Ủy ban châu Âu ra tuyên bố: "Chúng tôi quan ngại đối với các biến cố gần đây liên quan đến Trung Quốc và Việt Nam về các động thái của giàn khoan Hải Dương 981 của Trung Quốc. Cụ thể, Liên minh châu Âu quan ngại rằng các hành động đơn phương có thể ảnh hưởng đến môi trường an ninh của khu vực, bằng chứng là các báo cáo về va chạm gần đây giữa các tàu Trung Quốc và Việt Nam". Tuyên bố hối thúc các bên tìm kiếm giải pháp hòa bình tuân theo luật pháp quốc tế và đảm bảo an ninh, tự do hàng hải. Bên cạnh đó, tuyên bố kêu gọi các bên giảm căng thẳng và tránh hành động đơn phương có thể ảnh hưởng tiêu cực đến hòa bình, ổn định trong khu vực.[159]
- Nhật Bản: ngày 9 tháng 5, trong cuộc họp báo tại Văn phòng Thủ tướng, Bộ trưởng Bộ Ngoại giao Nhật Bản Kishida Fumio phát biểu rằng "căng thẳng trong vùng gia tăng là kết quả của hành động Trung Quốc đơn phương thăm dò một diện tích biển với các ranh giới không xác định". Ông bày tỏ lo lắng và "tin rằng Trung Quốc cần làm sáng tỏ cơ sở và chi tiết các hành động cho Việt Nam và cộng đồng quốc tế biết".[160]
- Ấn Độ: ngày 9 tháng 5, Phát ngôn viên Bộ Ngoại giao Ấn Độ phát biểu rằng nước này quan ngại với các diễn biến gần đây tại Biển Đông và tin rằng việc duy trì hòa bình, thịnh vượng là "lợi ích sống còn của cộng đồng quốc tế". Phát ngôn viên cũng nói rằng "không được cản trở tự do lưu thông hàng hải ở Biển Đông".[161] Theo The Economic Times, các nguồn tin trong Chính phủ Ấn Độ "thể hiện sự ngạc nhiên trước động thái của Trung Quốc", cụ thể là sau khi doanh nghiệp nhà nước Oil and Natural Gas Corporation (ONGC) của Ấn Độ quyết định tăng cường sự hiện diện tại Việt Nam do được Việt Nam mời chào chọn lựa một số lô dầu khí mà không cần đấu thầu cạnh tranh.[162]
- Indonesia: ngày 10 tháng 5, Bộ trưởng Bộ Ngoại giao Indonesia Marty Natalegawa phát biểu tại Naypyidaw, Myanmar rằng "Chúng tôi rất quan ngại và thất vọng với các hành động của Chính phủ Trung Quốc". Ông cho rằng chỉ có thể giải quyết vấn đề thông qua đàm phán, tuy nhiên cũng nhắc rằng Indonesia giữ quan điểm trung lập.[163]
- Vương quốc Liên hiệp Anh và Bắc Ireland: theo nội dung đăng tải trực tuyến ngày 10 tháng 5, người đứng đầu Văn phòng Đối ngoại và Thịnh vượng chung phát biểu rằng việc hạ đặt giàn khoan Trung Quốc đã dẫn đến căng thẳng ở Biển Đông. "Vương quốc Liên hiệp Anh và Bắc Ireland ủng hộ tuyên bố của Liên minh châu Âu về vấn đề này vào ngày 8 tháng 5 và đã nêu vấn đề này với phía Trung Quốc ở cấp bộ trưởng. Chúng tôi hối thúc tất cả các bên kiềm chế và tìm cách xuống thang căng thẳng".[164]
- Úc: ngày 14 tháng 5, Bộ Ngoại giao và Thương mại ra tuyên bố hoan nghênh và chia sẻ "quan ngại sâu sắc" của những tuyên bố do Hội nghị Thượng đỉnh ASEAN lần thứ 24 đưa ra về những diễn biến hiện nay trên Biển Đông.[165][166]
- Pháp: ngày 14 tháng 5, khi được hỏi về căng thẳng ở Biển Đông, Phát ngôn viên Bộ Ngoại giao Pháp nói rằng Pháp "quan ngại với các sự kiện và căng thẳng gần đây ở Biển Đông. Pháp kêu gọi các bên cực kì kiềm chế và giải quyết tranh chấp một cách hòa bình và thông qua đối thoại".[167]
- Nga: ngày 15 tháng 5, Phát ngôn viên Bộ Ngoại giao Nga Alexandr Lukashevich phát biểu rằng Nga "theo sát tình hình ở Biển Đông", hi vọng các bên kiềm chế, "khắc phục được các tranh chấp lãnh thổ ở Biển Đông thông qua con đường đàm phán".[168]
- Canada: ngày 19 tháng 5, Bộ trưởng Bộ Ngoại giao Canada John Baird tuyên bố rằng Canada quan ngại với căng thẳng Việt-Trung trên Biển Đông, cụ thể là "những ứng xử nguy hiểm trên biển, sự đe dọa giữa các tàu thuyền và những sự kiện trong đất liền vốn đã gây hư hỏng tài sản tư nhân". Canada khuyến khích các bên giải quyết tranh chấp tuân theo quốc tế pháp và tránh làm gia tăng căng thẳng vì những hành động đó "có thể gây nguy hiểm cho tự do hàng hải, thương mại quốc tế và an ninh biển". Ông cũng phát biểu rằng Canada hoan nghênh bản tuyên cáo do Hội nghị Thượng đỉnh ASEAN 2014 đưa ra.[169]
- Philippines: ngày 22 tháng 5 tại Malacañang Palace, Tổng thống Philippines Benigno Aquino III và Thủ tướng Việt Nam Nguyễn Tấn Dũng "chia sẻ những mối quan ngại sâu sắc về tình hình đặc biệt nguy hiểm trước việc Trung Quốc tiến hành nhiều hành động vi phạm luật pháp quốc tế, Công ước của Liên Hợp Quốc về Luật biển năm 1982, xâm phạm nghiêm trọng vùng biển giữa hai quốc gia chúng tôi".[170]
- Trung Hoa Dân Quốc: Trong một diễn biến khác, ngày 9 tháng 5 năm 2014, phía Bộ Ngoại giao của Trung Hoa Dân Quốc (Đài Loan) - một bên cũng tuyên bố chủ quyền đối với quần đảo Hoàng Sa - ra thông cáo báo chí nêu rõ lập trường của Trung Hoa Dân Quốc, rằng "Tây Sa, Nam Sa, Trung Sa và Đông Sa cùng với vùng biển xung quanh đều là lãnh thổ và vùng nước cố hữu của Trung Hoa Dân Quốc", đồng thời kêu gọi các bên tuân thủ luật pháp quốc tế, giải quyết tranh chấp bằng đối thoại, tránh làm leo thang căng thẳng.[171]
- Hiệp hội các quốc gia Đông Nam Á: Ngày 11 tháng 5, tại Hội nghị Thượng đỉnh ASEAN lần thứ 24, ASEAN (có Việt Nam là thành viên) ra tuyên cáo kêu gọi các bên kiềm chế nhưng không lên án bất cứ quốc gia nào. Học giả Ian Storey nhận định tuyên bố này "không có gì mới". Tuy nhiên, nó vẫn được Bộ trưởng Bộ Ngoại giao Việt Nam Phạm Bình Minh đánh giá là khả quan, vì sau 20 năm thì đây là lần đầu tiên tổ chức này có một tuyên bố riêng về tình hình Biển
- Liên hiệp Công đoàn Thế giới : Phía Liên hiệp Công đoàn Thế giới cũng gửi điện thư đến Tổng Liên đoàn Lao động Việt Nam để "bày tỏ sự ủng hộ và tình đoàn kết với Nghiệp đoàn Nghề cá Việt Nam và sẽ sát cánh với các đồng chí trong việc yêu cầu tuân thủ luật pháp quốc tế, tôn trọng lãnh hải và chủ quyền của Việt Nam".[172]
- Liên Hợp Quốc: Ngày 11 tháng 6, người Phát ngôn Liên Hợp Quốc Stephane Dujarric cho biết Liên Hợp Quốc sẵn sàng làm trung gian để giải quyết căng thẳng giữa Việt Nam với Trung Quốc.[173] Theo Thông tấn xã Việt Nam, trong cuộc gặp với Trưởng Phái đoàn Đại diện thường trực Việt Nam tại Liên Hợp Quốc, Lê Hoài Trung, ông John Ashe, Chủ tịch Đại hội đồng Liên Hợp Quốc (Khóa 68) bày tỏ và chia sẻ quan ngại của cộng đồng quốc tế về tình hình đang diễn ra tại Biển Đông, ủng hộ chủ trương của Việt Nam nhằm tìm kiếm các biện pháp hòa bình để giải quyết căng thẳng hiện nay theo Hiến chương Liên Hợp Quốc và luật pháp quốc tế. Cũng theo TTXVN, ông cũng cho rằng các bên liên quan không nên có các hành động đơn phương làm căng thẳng gia tăng và cho biết văn phòng của ông theo dõi sát sao tình hình và khẳng định ông luôn sẵn sàng hỗ trợ các bên giải quyết tình hình hiện nay.[174] Ngược lại, theo Tân Hoa xã, người phát ngôn của John Ashe đã bác bỏ thông tin ông ủng hộ chủ trương của Việt Nam, và cho biết ông không hề đưa ra ý kiến cá nhân nào trong cuộc họp mặt với đại sứ Lê Hoài Trung.[175]

## Bình luận

### Việt Nam
- Trần Sơn Lâm, nguyên Vụ trưởng Văn phòng Chính phủ cho là, "...Trung Quốc thường gây ra các vụ xung đột nhằm kích động tinh thần dân tộc để đoàn kết nhân dân trong nước, củng cố nội bộ và tập trung dư luận trong nước vào các cuộc xung đột này... Nếu việc dựng giàn khoan Hải Dương 981 thành công, Trung Quốc sẽ thực hiện chiến dịch vết dầu loang với việc độc chiếm Biển Đông. Và không dè chừng sẽ chiếm cả các đảo thuộc quần đảo Trường Sa với triết lý chân lý thuộc về kẻ mạnh và cuối cùng Trung Quốc sẽ độc chiếm Biển Đông".[176]
- Theo tác giả Nguyễn Trọng Bình, đây là một bước tiến mới nằm trong chiến lược lâu năm của Trung Quốc để kiểm soát vùng Biển Đông, theo chiêu bài "trồng tre nẩy măng".[177]

### Trung Quốc
- Giáo sư Cung Nghênh Xuân (龚迎春) thuộc Học viện Ngoại giao Trung Quốc cho rằng tuyên bố chủ quyền của Việt Nam là không vững chắc. Ông cho rằng địa điểm giàn khoan "rõ ràng" nằm trong "vùng biển ngoài khơi của Trung Quốc" vì nó cách đảo Trung Kiến (đảo Tri Tôn) chỉ 17 dặm trong khi nó cách bờ biển Việt Nam đến 150 dặm, "mặc dù hiện chưa có phân giới chính thức giữa Trung Quốc và Việt Nam tại khu vực này". Ông cũng nói rằng điều 56 và 60 của Công ước Liên Hợp Quốc về Luật biển 1982 cho phép Trung Quốc khai thác tại vùng biển Tây Sa (Hoàng Sa). Theo ông, việc Việt Nam đem tàu có vũ trang đến đụng độ với tàu Trung Quốc cho thấy rõ ý đồ muốn đụng đầu với Trung Quốc và bịt mắt lại đối với tình hình quan hệ Trung-Việt.[178]
- Giáo sư Chu Phương Ngân thuộc Viện Nghiên cứu Chiến lược Quốc tế Quảng Đông, cho rằng Việt Nam đam mê chủ nghĩa dân túy, trong xử lý vấn đề biểu tình ôn hòa dẫn đến bạo động, cho rằng "mâu thuẫn xã hội rất sắc nét bên trong Việt Nam" trước bối cảnh kinh tế chậm chạp, và "Vấn đề Biển Đông Việt Nam không thể là một thứ thuốc chữa bách bệnh cho chính phủ để giải quyết vấn đề trong nước".[179]
- Nhà nghiên cứu Wang Qiang của Đại học Quốc phòng Quân Giải phóng Nhân dân Trung Quốc, trong một bài viết trên tờ Hoàn Cầu Thời báo, cho biết Việt Nam cần chịu sự sửa chữa từ người anh em là Trung Quốc. Ông nói "nếu Đảng Cộng sản Việt Nam không nhận thấy âm mưu đằng sau các thế lực thù địch quốc tế hoặc để yên các thế lực chủ nghĩa dân tộc và chống Cộng, an ninh quốc nội và trật tự xã hội sẽ phải gặp thêm mối đe dọa và hỗn loạn". Ông kêu gọi Đảng hai nước tăng cường hợp tác, và đợi đến khi thời gian chín mùi thì mới cùng nhau chia sẻ các lý thuyết về việc "phi chính trị hóa quân đội", "cơ cấu đa đảng", "tam quyền phân lập", để thống nhất tư tưởng trong Đảng.[180]

### Thế giới
- Học giả Andrew Billo - chuyên nghiên cứu về khu vực Đông Nam Á thuộc Hội châu Á (Asia Society) - cho rằng "Việc Trung Quốc đưa giàn khoan Hải Dương 981 thăm dò dầu khí vào vùng đặc quyền kinh tế (EEZ) 200 hải lý của Việt Nam là sự vi phạm rõ ràng Công ước Liên Hợp Quốc về Luật biển (UNCLOS) năm 1982".[181]
- Chuyên gia Ernest Bower thuộc Trung tâm Nghiên cứu Chiến lược và Quốc tế (CSIS) ở Mỹ cho rằng, ngoài việc vi phạm UNCLOS, hành động đơn phương của Trung Quốc là trái với Tuyên bố về ứng xử các bên ở Biển Đông (DOC) mà Trung Quốc đã thông qua với ASEAN vào năm 2002.[182]
- Học giả Carlyle A. Thayer - giáo sư danh dự Đại học New South Wales - cho đó là "hành động khiêu khích, xâm phạm vùng biển đặc quyền này của Việt Nam theo luật pháp quốc tế".[183]
- Ký giả kỳ cựu Keith Johnson trong một bài bình luận đăng trên Foreign Policy đã cho rằng Hải Dương 981 đang được Trung Quốc sử dụng như một "lãnh thổ quốc gia di động", để từng bước thay đổi hiện trạng, từ đó xiết chặt gọng kìm khống chế tại Biển Đông.[184][185]
- Tờ The New York Times - một trong những tờ báo lớn nhất Hoa Kỳ - trong một bài xã luận bày tỏ quan điểm chính thức của tờ báo nhan đề "Trouble in the South China Sea" đăng ngày 9 tháng 5, đã ủng hộ quan điểm của Việt Nam, cho rằng luận điểm của Trung Quốc không thuyết phục và kêu gọi Việt Nam và các nước láng giềng có sự phản ứng thống nhất đối với "hành động gây hấn" của Trung Quốc.[186]
- Tờ Asahi Shimbun (Triều Nhật Tân văn) - một trong những tờ báo lớn nhất Nhật Bản - trong một bài xã luận đăng ngày 9 tháng 5, kêu gọi phía Trung Quốc phải "lập tức chấm dứt" hoạt động khai thác dầu mỏ trên Biển Đông, và cho rằng hành động của Trung Quốc là "không thể chấp nhận được". Tờ báo đồng ý với quan điểm của Việt Nam rằng địa điểm khai thác hoàn toàn nằm trong vùng đặc quyền kinh tế của Việt Nam và cho rằng Trung Quốc không có quyền đơn phương khai thác trong khu vực tranh chấp.[187][188]
- Tờ The Christian Science Monitor - một tờ báo lớn của Hoa Kỳ - trong một bài xã luận đăng ngày 8 tháng 5 đã ví các hành động của Trung Quốc tại Biển Đông với các hành động của Nga tại Ukraina. Tờ báo cho rằng Việt Nam, như Ukraina, là đối tượng bị cường quốc láng giềng xâm chiếm vì các nước này không tham gia liên minh tương trợ quân sự với các nước dân chủ ở châu Á và châu Âu. Tờ báo kêu gọi Việt Nam dân chủ hóa, tôn trọng nhân quyền và nhân phẩm, để gia nhập các khối liên minh quân sự thì mới khỏi bị Trung Quốc dòm ngó.[189]
- Tờ Oman Tribune - một tờ báo tiếng Anh có ảnh hưởng tại Oman - trong một bài xã luận đã viết rằng Trung Quốc là phía gây hấn trong việc thay đổi hiện trạng bằng cách đưa giàn khoan khai thác vào. Tờ báo cho rằng "Bắc Kinh không qua mắt được ai trong việc đổ trách nhiệm về căng thẳng vào Hoa Kỳ".[190]
- Tờ The Washington Post - một tờ báo lớn có ảnh hưởng xuất bản tại thủ đô Hoa Kỳ - trong một bài xã luận đăng ngày 12 tháng 5 đã đánh giá tuyên bố chủ quyền của Trung Quốc tại nơi đặt giàn khoan là "mỏng manh" hơn Việt Nam và cho rằng bản đồ chín đoạn của Trung Quốc là "táo bạo". Tờ báo cho rằng Trung Quốc có những hành động đơn phương vì họ tính toán rằng các hành động đó sẽ không đem lại sự chống cự có ý nghĩa từ các nước láng giềng hay Hoa Kỳ. Tờ báo cho rằng Trung Quốc sẽ tiếp tục các hành động đơn phương trong khu vực cho đến khi gặp phải chống cự có phối hợp trên phương diện ngoại giao hay quân sự.[191]
- Tờ Financial Times - một tờ báo tài chính lớn xuất bản tại Anh - trong một bài xã luận đăng ngày 13 tháng 5, cho rằng "Bắc Kinh rõ ràng chịu trách nhiệm chính về việc đột ngột tăng căng thẳng", nhưng cũng kêu gọi "Việt Nam nên cảnh giác để khỏi châm ngòi một cuộc chiến với Trung Quốc, khi xét đến sức mạnh quân sự của Trung Quốc". Tờ báo cho rằng phản ứng của ASEAN là "yếu đuối" và kêu gọi các nước có tuyên bố chủ quyền tại Biển Đông ngưng khai thác dầu mỏ trong vùng biển tranh chấp hoặc chia sẻ chiến lợi phẩm.[192]
- Tờ Pittsburgh Post-Gazette - một tờ báo lớn xuất bản tại Hoa Kỳ - trong một bài xã luận đăng ngày 13 tháng 5, cho rằng Hoa Kỳ không nên can thiệp vào vụ này. Tờ báo nhận xét thất bại của Việt Nam trong việc tìm sự ủng hộ trong khối ASEAN đã đặt ra câu hỏi liệu các nước trong khu vực có đặt nặng mối đe dọa bị Trung Quốc bắt nạt không. Tờ báo hỏi "Nếu các nước gần Trung Quốc không dám đồng loạt lên tiếng bảo vệ lợi ích của họ trong vấn đề chủ quyền, tại sao Hoa Kỳ phải làm vậy?" [193] Sau khi các cuộc bạo động diễn ra, tờ báo nhấn mạnh lại quan điểm vào một bài xã luận đăng ngày 16 tháng 5, "sự phức tạp của vấn đề Đông Nam Á này, kể cả những khía cạnh nội bộ Việt Nam, nên là một lời cảnh báo đến Hoa Kỳ nên đứng ra ngoài".[194]
- Tờ The Straits Times - tờ báo lớn nhất Singapore - trong một bài xã luận đăng ngày 15 tháng 5, kêu gọi Trung Quốc kềm chế các hành động của mình. Tờ báo viết việc đâm vào và phun nước đến tàu tuần tra Việt Nam "chính là sự khiêu khích có thể sẽ leo thang biến thành một cái gì lớn hơn ý muốn" của Trung Quốc.[195]
- Tờ Jakarta Globe, một tờ báo tiếng Anh xuất bản tại Indonesia, trong một bài xã luận đăng ngày 15 tháng 5, viết "Chúng tôi lên án những cuộc tấn công vào người Trung Quốc tại Việt Nam, và yêu cầu chính quyền Việt Nam bảo vệ người nước ngoài trong nước. Tuy nhiên, chúng tôi cũng đồng đều kêu gọi Trung Quốc mở đối thoại và chấm dứt bắt nạt các nước láng giềng".[196]
- Tờ Yomiuri Shimbun (Độc Mại Tân văn) - tờ báo có lượng phát hành lớn nhất Nhật Bản và thế giới - trong một bài xã luận đăng ngày 20 tháng 5, cho rằng "các hành động tự tư tự lợi của Trung Quốc đã làm xói mòn sự ổn định châu Á - Thái Bình Dương". Tờ báo nói rằng các cuộc biểu tình chống Trung Quốc đã đi quá trớn, và nhắc đến các vụ biểu tình ở Trung Quốc phá hoại các doanh nghiệp Nhật Bản vẫn không được bồi thường.[197][198]
- Tờ báo Anh ngữ Bangkok Post - tờ báo lâu đời nhất Thái Lan - trong một bài xã luận đăng ngày 26 tháng 5, cho rằng vụ bạo động ở Việt Nam là vì các hành động "không thể chịu được" của Trung Quốc. Tờ báo cho rằng "Hà Nội phải có biện pháp dọn dẹp tình hình này, mà phần lớn nếu không phải là hoàn toàn do lỗi của họ". Tờ báo nói thêm "các vụ đốt nhà và gây hỏa của đám đông ở miền Nam Việt Nam không thể ủng hộ được, nhưng trong bối cảnh bị Trung Quốc phiền nhiễu, nó có thể hiểu được".[199]
- Tờ The Globe and Mail - một trong những tờ báo lớn nhất Canada - trong một bài xã luận đăng ngày 29 tháng 5, cho rằng vụ này nên được giải quyết trong Tòa án Trọng tài thường trực (Permanent Court of Arbitration) ở Den Haag. Tờ báo nói thêm "Bắc Kinh không cần phải tranh giành từng kilômét vuông trong vùng biển tranh chấp... Nó không thêm được gì trong việc giành được một vài kilômét vuông của biển hay đá".[200]
- Tờ Myanmar Times đăng bài của ký giả Roger Mitton, được BBC dịch ra tiếng Việt, có trích lời của Edmund Malesky, chuyên gia về Việt Nam tại Đại học Duke, Hoa Kỳ cho là: "Ban lãnh đạo Việt Nam bị giằng xé về quan hệ với Trung Quốc". Theo quan điểm Mitton, sau khi Ủy viên Quốc vụ viện Dương Khiết Trì đến thăm Việt Nam, phe thân Tàu của Tổng Bí thư Nguyễn Phú Trọng đã thắng thế: "Kết quả là, một chuyến thăm dự tính xảy ra trong tháng này của Bộ trưởng Ngoại giao Phạm Bình Minh sang Hoa Kỳ đã bị xếp lại. Về cơ bản, Hà Nội đã đầu hàng. Sẽ không có thêm cuộc biểu tình nào cả, cũng chẳng có chuyện khiếu nại gì lên Liên Hợp Quốc, không có diễn tập quân sự với Hoa Kỳ và cũng không đi đầu một khối ASEAN thống nhất chống lại Bắc Kinh. Trong khi đó, Trung Quốc đã đưa thêm một giàn khoan vào khu vực lãnh hải tranh chấp và nói họ có kế hoạch đưa thêm khoảng 50 giàn khoan nữa trong những năm tới. Và đó là điều Trung Quốc sẽ làm".[201][202]

## Ảnh hưởng liên quan
Thị trường chứng khoán Việt Nam sụt giảm mạnh mẽ trong phiên giao dịch ngày 8 tháng 5 năm 2014. Trên sàn HOSE, VN-Index giảm đến 33,09 điểm, tương ứng 5,91%; trên sàn HNX, HNX-Index giảm 5,3 điểm, tương ứng 6,92%. Theo nhận xét của hãng tin tài chính Bloomberg, phiên giao dịch sáng 8 tháng 5 là phiên giảm mạnh nhất kể từ năm 2001 và giới chuyên gia cho rằng nguyên nhân chủ yếu là do căng thẳng trên biển.
Theo Trung tâm Ứng cứu Khẩn cấp Máy tính Việt Nam (VNCERT), từ ngày 8 dến 11 tháng 5 năm 2014, đã có 220 trang web của Việt Nam bị tin tặc tự nhận đến từ Trung Quốc tấn công. VNCERT đang tiếp tục theo dõi tình hình và sẽ công bố thông tin vào thời điểm thích hợp. Theo Công ty An ninh Mạng Bkis, các cuộc tấn công mạng chưa gây ra ảnh hưởng lớn do phần website bị tấn công là trang của công ty và cá nhân. Hình thức tấn công gồm tấn công từ chối dịch vụ (DDoS), thay đổi giao diện,... Tuy nhiên, theo phân tích của một số chuyên gia bảo mật độc lập của Việt Nam, hầu hết các tên miền Việt Nam bị tấn công thực chất đều nằm trên cùng một vài máy chủ đặt gần nhau, từ đó cho thấy bản chất sự việc chỉ là một vài vụ tấn công đơn lẻ. Một số địa chỉ IP của kẻ tấn công không phải từ Trung Quốc mà là từ Ấn Độ. Ngược lại, cũng có hàng chục website của các tổ chức, doanh nghiệp Trung Quốc bị tấn công DDoS bởi các hacker tự nhận đến từ Việt Nam.
Theo Thủ tướng Việt Nam, sự kiện này đã ảnh hưởng đến nền kinh tế Việt Nam, tác động tiêu cực đến nhiều mặt, trong đó có phát triển kinh tế. "Ngay như kinh tế xã hội, chúng ta mất 1 triệu khách du lịch. Nếu không có sự kiện này thì chúng ta có 9 triệu lượt khách du lịch" – Thủ tướng Nguyễn Tấn Dũng dẫn chứng.

## Trung Quốc di chuyển giàn khoan khỏi vùng biển tranh chấp
Ngày 15 tháng 7 năm 2014, Tân Hoa xã dẫn thông báo của Tập đoàn Dầu khí quốc gia Trung Quốc (CNPC) nói rằng công ty dầu mỏ này đã "hoàn thành việc khoan và thăm dò" ngoài khơi. CNPC cho biết đã "phát hiện các dấu hiệu của dầu mỏ và khí đốt" tại đây và sẽ "đánh giá dữ liệu thu thập được" để "quyết định về bước đi tiếp theo". Giàn khoan Hải Dương-981 theo dự kiến sẽ được kéo sang địa điểm thuộc một dự án mang tên Hải Nam Lăng Thủy.

### Đánh giá của các bên

#### Việt Nam
Ông Hà Lê (Phó Cục trưởng Cục Kiểm ngư - Bộ NN&PTNT) cho biết vào lúc 10h sáng ngày 16-7, lực lượng kiểm ngư từ thực địa vừa báo cáo toàn bộ tàu của Trung Quốc cùng với giàn khoan đã di chuyển về phía đảo Hải Nam. Ông Hà Lê nhận định nhiều khả năng giàn khoan rút về do đã thăm dò, thu thập đủ thông tin và cơn bão Rammansun là lý do Trung Quốc rút giàn khoan về sớm hơn dự định.
Thiếu tướng Lê Mã Lương cho rằng việc Trung Quốc di chuyển giàn khoan Hải Dương 981 ra khỏi vùng đặc quyền kinh tế và thềm lục địa của Việt Nam trước dự kiến cho thấy sự sai lầm về chiến lược của họ. Trung Quốc di chuyển giàn khoan không phải vì cơn bão. Bởi lẽ giàn khoan này đã được thiết kế để chịu đựng "siêu bão". Cho nên nếu rút vì cơn bão chỉ là cái cớ. Đây là sự thành công về cuộc chiến về pháp lý, về ngoại giao của Nhà nước và Nhân dân Việt Nam. Trung Quốc đã không ngờ rằng, ngay khi hạ giàn khoan Hải Dương 981 vào vùng biển của Việt Nam đã gặp phải sự phản ứng mạnh mẽ của Việt Nam và sự lên án của nhân dân thế giới.
Theo Trung tướng Nguyễn Quốc Thước thì: "Đừng ảo tưởng việc giàn khoan Hải Dương 981 rút về đảo Hải Nam là Trung Quốc đã chấm dứt việc bành trướng, bá quyền. Giàn khoan đó dù có đi đâu thì cũng vẫn ở trên Biển Đông. Đó là mắt xích để Trung Quốc thực hiện ý đồ của mình. Việt Nam cần phải tiếp tục kết hợp với quốc tế đấu tranh mạnh mẽ hơn nữa".

#### Trung Quốc
Ông Vương Chân, một chuyên gia của CNPC tiết lộ "Phân tích sơ bộ các dữ liệu địa chất thu được đã chỉ ra rằng, khu vực bể Trung Kiến (tên Trung Quốc gọi đảo Tri Tôn) có những điều kiện cơ bản và khả năng khai thác dầu khí. Tuy nhiên, việc khai thác thử nghiệm không thể bắt đầu trước khi có các đánh giá toàn diện về dữ liệu, vì lý do an toàn, các hoạt động thử nghiệm không thể tiến hành ngay vì tháng 7 là tháng khởi đầu của mùa mưa bão".
Ngày 16 tháng 7, người Phát ngôn Bộ Ngoại giao Trung Quốc Hồng Lỗi cũng đã xác nhận về việc nước này đã dịch chuyển giàn khoan Hải Dương 981 ra khỏi khu vực tranh chấp sau 75 ngày hoạt động từ 2/5 đến 15/7. Theo ông Hồng Lỗi thì: Giàn khoan Hải Dương 981 đã hoàn thành các hoạt động khoan thăm dò ở khu vực này đúng tiến độ, các doanh nghiệp Trung Quốc có liên quan sẽ thực hiện phân tích và đánh giá các dữ liệu địa chất thu thập được, trên cơ sở đó, nghiên cứu và chuẩn bị cho chương trình làm việc tiếp theo.

#### Thế giới
Bộ Ngoại giao Hoa Kỳ lên tiếng hoan nghênh hành động dịch chuyển giàn khoan Hải Dương-981 khỏi vùng biển tranh chấp: "Chúng tôi hoan nghênh thông báo của phía Trung Quốc về việc di chuyển giàn khoan ra khỏi khu vực gần quần đảo Hoàng Sa sang một địa điểm gần đảo Hải Nam. Vụ việc này đã nêu bật sự cần thiết của việc các bên tranh chấp phải đưa ra tuyên bố chủ quyền theo đúng với luật pháp quốc tế để có thể cùng đạt được nhận thức về hành vi ứng xử đúng mực tại các vùng có tranh chấp. Chúng tôi ủng hộ các bên có liên quan ngừng một cách tự nguyện các hành động đơn phương mang tính khiêu khích"
Tiến sĩ Ian Storey thuộc Viện nghiên cứu Đông Nam Á (Singapore) cho rằng việc Trung Quốc di chuyển giàn khoan Hải Dương-981 ra khỏi vùng đặc quyền kinh tế của Việt Nam sớm hơn dự kiến một tháng rất có nhiều khả năng do cả hai yếu tố: thời tiết và chính trị.

## Giải quyết căng thẳng
Ngày 25-8, Bộ Ngoại giao Việt Nam cho biết ông Lê Hồng Anh, Ủy viên Bộ Chính trị, Thường trực Ban Bí thư, Đặc phái viên của Tổng Bí thư Nguyễn Phú Trọng sẽ thăm Trung Quốc từ ngày 26-8 đến ngày 27-8 theo lời mời của Trung ương Đảng Cộng sản Trung Quốc. "Mục đích chuyến đi là nhằm trao đổi với lãnh đạo Trung Quốc về các biện pháp làm dịu tình hình, không để tái diễn các vụ việc căng thẳng như vừa qua...", phát ngôn viên của Bộ Ngoại giao Việt Nam Lê Hải Bình cho biết. Trả lời đài BBC, Giáo sư Carl Thayer cho rằng "chuyến đi này nhằm giữ thể diện cho hai bên. Trung Quốc mời ông ta sau khi đã liên tục từ chối hơn 30 lần đề nghị gặp gỡ của Việt Nam".

## Nhận định
Bill Hayton, tác giả của cuốn The South China Sea: the struggle for power in Asia (Biển Đông: cuộc đấu tranh giành quyền lực ở châu Á) nhân định: "Dù đánh giá bằng bất kỳ thước đo nào, chuyến phiêu lưu khoan dầu gần đây trên Biển Đông của Trung Quốc cũng đều là thảm họa. Không có chút dầu mỏ mới nào đến tay người tiêu dùng Trung Quốc, nước này không chiếm được vùng lãnh thổ mới trên biển nào, và lợi thế khu vực lại rơi vào tay Hoa Kỳ. Tình đoàn kết ASEAN được giữ vững và vị thế của các phe nhóm "thân Bắc Kinh" ở các nước có vai trò trọng yếu, đặc biệt là Việt Nam, đã bị suy yếu nghiêm trọng".